# San Bernardo (Chile)
San Bernardo es una comuna y ciudad chilena, ubicada en la zona sur de la conurbación de Santiago. Administrativamente, es capital de la Provincia de Maipo, en la Región Metropolitana de Santiago.
Su Plaza de Armas se encuentra a 18 kilómetros en línea recta hacia el sur de la de Santiago. Forma parte del Gran Santiago, estando a una de altitud de 599 m s. n. m. Junto con las comunas de Buin, Paine y Calera de Tango, conforma la provincia de Maipo y la cual es miembro del Distrito n.º 14 y también de la 7.ª Circunscripción Senatorial (Región Metropolitana).
De acuerdo a los datos arrojados por el censo de 2017, San Bernardo tiene un total de 301 313 habitantes, los que se dividen en 147 800 hombres y 153 513 mujeres. Siendo la quinta comuna más poblada de la Región y la Conurbación.

## Historia

### Primeros habitantes
La historia de la ciudad tiene orígenes prehispánicos como lo evidencia el Pucará del cerro Chena (ahora se sabe que es una Huaca, la Huaca de Chena) y el cementerio indígena del sector de El Romeral de Lo Herrera. Antes de la llegada de los españoles en este sector vivían indígenas picunches bajo dominio inca.
Los cronistas españoles de los siglos XVI y XVII indican que la historia del San Bernardo actual se remonta a la época precolombina, afirmación que se basa en los restos indígenas encontrados a lo largo del valle del Maipo, y más específicamente, en el Pucará del cerro Chena.
Los investigadores resaltan que los indígenas que habitaban la zona central desde el río Aconcagua al Maule sepultaban a sus muertos en “túmulos”, donde la persona era colocada junto a una variedad de enseres como cerámica, recipientes, puntas de flechas, y cuchillos, entre otros. Precisamente el hallazgo de “túmulos” en el sector del Romeral de Lo Herrera en la década de 1970 deja de manifiesto la presencia indígena en la ribera del río Maipo, y más específicamente, de la cultura picunche.
Se han encontrado enterratorios indígenas que datan de la época prehistórica y no existen muchos estudios arqueológicos al respecto a excepción de los hallazgos ubicados en el sector de Lo Herrera donde habitó una población Picunche.
La cerámica que se ha encontrado en la zona corresponde a la cultura Aconcagua Salmón, que habitó en toda la zona central de Chile, llamada así por múltiples aspectos relacionados con la decoración de su cerámica de influencia Diaguita, donde predominaba el color anaranjado y las formas triangulares.
De acuerdo a lo que se conoce, a cada familia le gustaba vivir cada uno por separado para tener sus cementeras y ganado. Sin embargo, los miembros de este pueblo cultivaban colectivamente maíz, además de porotos, quinoa, ají, papa y calabazas, y mantenían ganados de llamas y alpacas que les proporcionaban carne y lana.
Los habitantes pueden haber realizado un comercio o intercambio con las comunidades de la costa (Llolleo), siguiendo el valle del río, añadiendo los peces y mariscos a su dieta alimenticia.
El primer problema que enfrentaron los habitantes del valle del río Maipo fue el regadío, quienes construyeron las primeras acequias que después perfeccionaron los incas y que a la llegada de los españoles, constituía una red lo suficientemente organizada para regar todos los campos.
Con la llegada de los conquistadores españoles a la zona central (1541) el carácter de la región cambió. A la llegada de Diego de Almagro en 1536, el valle del Maipo era gobernado por el cacique Maiponolipillán y el valle de Tango por los caciques Guachunpilla, Negue-Tegua, Millapidún y Lomonaguel.
El ataque de Michimalonco en 1541 a la recién fundada ciudad de Santiago alteró la relación hasta entonces pacífica de españoles e indígenas. Las tierras del actual valle de Lo Herrera pasaron a manos de capitanes como Alonso de Pozo y Silva, Juan Guerra de Salazar, Marcos Veas y otros. Hacia el 1600, la población aborigen fue desapareciendo y hacia esa fecha los registros de propiedad de las tierras donde se emplaza actualmente San Bernardo se disgregan en distintas manos.

### Época colonial e independencia
Ese es el caso de la Orden de los Jesuitas que se instalaron en Calera de Tango, pero cuyas tierras se extendían hasta Lo Herrera al momento de su expulsión del país en 1767. Asimismo, hacia 1722 el cerro Chena y sus tierras colindantes aparecen a nombre de José de Perochena, regidor del Cabildo de Santiago.
Los territorios que vieron nacer más tarde a San Bernardo fueron testigos privilegiados de la independencia nacional. Mítica es la historia que señala que Manuel Rodríguez burlaba al temido capitán San Bruno arrancando por un túnel que desembocaba en el sector del Barrancón.
En el período de la Patria Vieja, se desarrolló un capítulo importante para la independencia: el Combate de Las Tres Acequias, el 26 de agosto de 1814. En esta batalla que enfrentó en un comienzo a las tropas leales a Bernardo O’Higgins y José Miguel Carrera en el río Maipo, dio paso al enfrentamiento de los soldados unidos contra el general español Mariano Osorio que venía avanzando desde el sur.

### Fundación
Con el objetivo de financiar las obras del canal de Maipo, el Senado de la naciente República resolvió vender los terrenos de los Llanos de Lepe, como se conocía en esa época a estas tierras, los cuales hasta comienzos de siglo habían pertenecido a don Pedro del Villar y que este había donado al Hospital San Juan de Dios.
La fundación de la Villa San Bernardo, entonces, está íntimamente ligada con la construcción del canal del Maipo que uniría a los ríos Maipo y Mapocho en 1820. Para continuar las obras y abrir nuevos canales que permitieran regar la extensa zona que quedaba entre ambos ríos, el Senado comisionó a don Domingo Eyzaguirre para que vendiera estos terrenos y los derechos de aguas con el objeto de que con ese dinero emprendiera las nuevas obras y formara una villa.

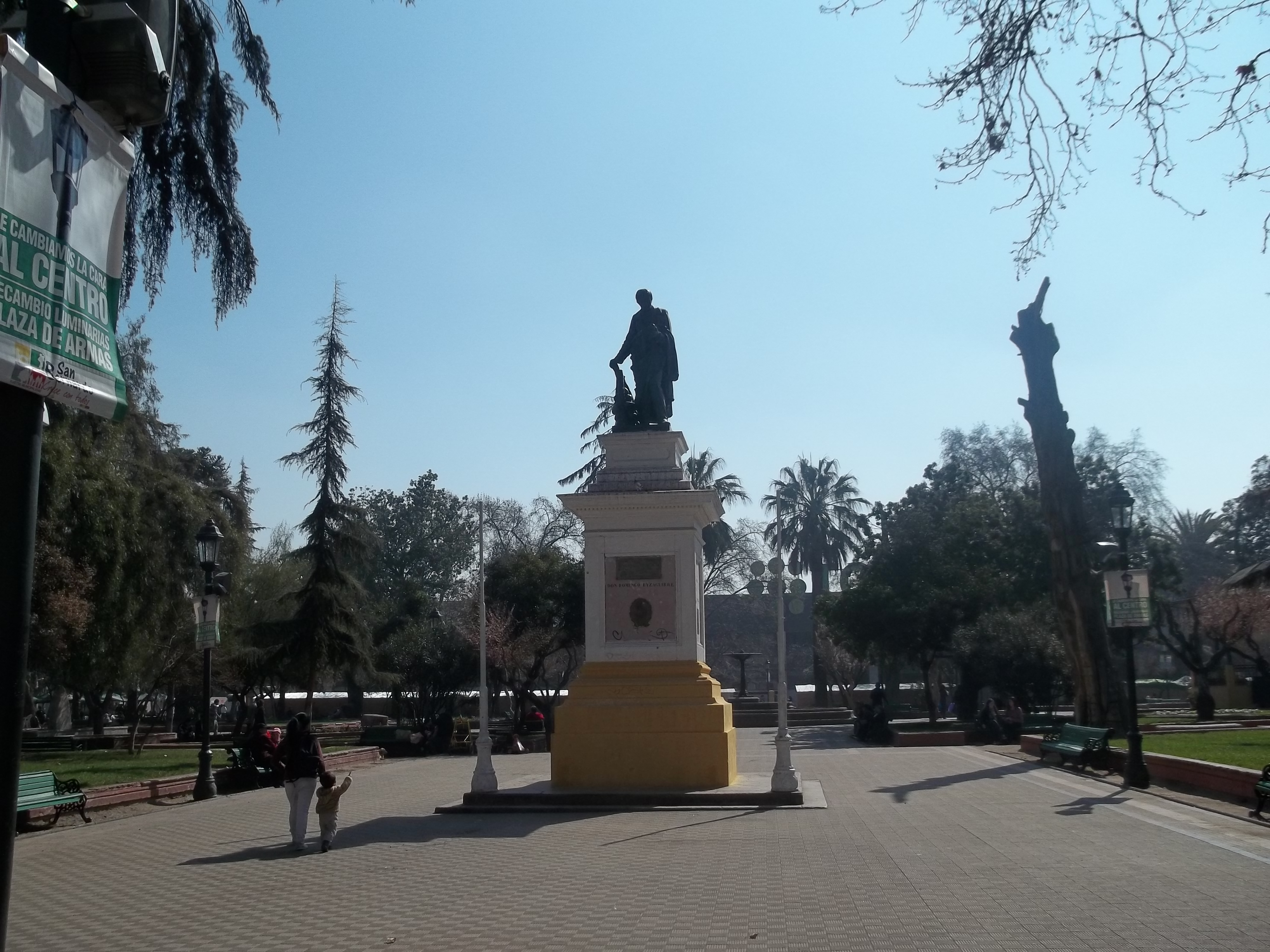
Estatua de Domingo Eyzaguirre, fundador de la ciudad.

De acuerdo al Senado Consulto del 9 de febrero de 1821, fecha que se tomó como la Fundación de San Bernardo, el Llano de Lepe se dividiría en manzanas regulares de 10 cuadras por lado y con una superficie de 100 cuadras. Cada manzana se dividiría a su vez en cuatro lotes perfectamente regulares de 5 cuadras por lado y 25 de área. Sus compradores podrían adquirir también derechos de aguas y debían comprometerse a cerrar convenientemente sus terrenos respectivos y edificar dentro del término de un año casas de habitación cubiertas de tejas.
En este plan se contemplaba, además, la fundación de un pueblo que respondería a las siguientes características: "En el centro de estos terrenos, -decía el artículo 8 del Senado Consulto-, se reservarán 36 cuadras en áreas para la fundación de una villa en que ha de colocarse una parroquia y una escuela de primeras letras, completándose hasta 100 cuadras para que las restantes se reserven para propios de la villa y en los sitios que han de darse para la formación de ellas, serán preferidos los militares y las viudas de los defensores de la patria”.
El trazado de la nueva ciudad fue hecho por don Domingo Eyzaguirre de acuerdo a instrucciones del director supremo Bernardo O’Higgins, cuya inspiración quedó plasmada en el nombre de la nueva villa.
Para la ubicación y el trazado del plano de la villa se siguieron las instrucciones que existían desde la época colonial y que habían servido para la fundación de las ciudades en el siglo XVIII, es decir, partiendo de una plaza mayor y la distribución de las calles a partir desde allí de manera recta y perpendiculares entre sí.
La primera parroquia se construyó el año 1822, a la que vino a servir el sacerdote de la orden franciscana Manuel Malebran entre junio y octubre de 1824, a quien se le fijaron $ 300 anuales de remuneración.
El espíritu innovador del señor Eyzaguirre lo movió a elaborar un proyecto para vitalizar la aldea que había nacido como resultado de la hijuelación y que crecía muy lentamente. Este proyecto, que fue aprobado por el ejecutivo, consultaba la fundación de la villa y la creación de un Monte de Piedad, institución que tendría por objeto juntar fondos para la formación de la villa, ordenar y centralizar su vida económica.
Se quiso crear, entonces, una villa dedicada principalmente a talleres o fábricas de paños, obligándose a los habitantes a no usar otras telas que no fueran fabricadas en sus telares y usar solo muebles fabricados en Chile. A los infractores se les conminaba a que después de tres advertencias serían expulsados de la Villa y sus bienes rematados en pública subasta.
Quedó establecido en mayo de 1831 que las tropas del Ejército y la Policía se vestirían con los paños fabricados en la villa y, por último, se establecieron premios para los habitantes que se distinguieran por sus buenas cualidades. San Bernardo fue reconocido legalmente como villa de la república el 27 de septiembre de 1830.
Don Domingo Eyzaguirre fue nombrado gobernador del departamento de la Victoria y director del Monte de Piedad y cargos que asumió en 1835. Se le mandaron entregar diez mil pesos del empréstito que en el gobierno del Sr. Pinto se había hecho a la Sociedad del Canal y con esta suma edificar la Iglesia y casas públicas de la ciudad.
Eyzaguirre sirvió al cargo de Gobernador durante diez años, tiempo en el que se preocupó de establecer en la nueva villa lugares de esparcimiento para los habitantes, edificios para el gobierno local y departamental, plantó árboles, e impregnó ese sentido de paz y tranquilidad que caracterizaron a San Bernardo desde sus inicios.
En 1855 se crea la Municipalidad, como cabeza del departamento de la Victoria, en homenaje a la victoria de la batalla de Maipú.
Don Domingo Eyzaguirre fue el primer Gobernador de este departamento que abarcaba desde el límite con Argentina hasta Malloco, por el norte lo que hoy conocemos como San Miguel, Ñuñoa, La Florida, por el sur Buin, Maipo, prácticamente lo que sería la Región Metropolitana e incluso Talagante que también fue fundado por don Domingo Eyzaguirre después de San Bernardo.
En 1857 llega el ferrocarril y por lo tanto la construcción de la Estación que es declarado Monumento Nacional junto al Pucara del cerro Chena.
En 1868 se le confirió el título de ciudad.
En 1878 se crea el Matadero que funcionaría durante varios años en Avenida Colón y calle América, donde actualmente se encuentran las oficinas de Dideco.
En 1891 ocurre la revolución que derroca al gobierno del Presidente Balmaceda y se dicta la Ley de Organización y Atribuciones de las Municipalidades promulgada el 22 de diciembre de 1891 que establece la creación de comunas autónomas y desaparece el amplio Departamento de la Victoria, quedando solo como Municipalidad de San Bernardo.
En 1895 se funda el Hospital Parroquial de San Bernardo, sin embargo existió un proyecto antiguo en 1880 de establecer un hospital, pero la revolución del ‘91 y la llegada de muchos heridos de las batallas de Concón y Placilla a San Bernardo recrea con más fuerza esta necesidad.
Francisco Solano Asta-Buruaga y Cienfuegos escribió en 1899 en su Diccionario Geográfico de la República de Chile: 220  sobre el lugar:

San Bernardo.-—Ciudad capital del departamento de la Victoria, situada en los 33º 36' Lat. y 70º 44' Lon. á 16 kilómetros al S. de Santiago y 11 al N. del río Maipo; ocupando una planicie del llano central, á 512 metros sobre el nivel del Pacífico, y cuyos contornos ostentan cultivados predios, viñedos y quintas donde hasta fines del primer tercio del presente siglo no se veía más que un extenso llano calmo, árido y desierto. Es buen caserío con 5,222 habitantes y contiene iglesia parroquial, edificios de gobernación y de la municipalidad, oficinas de registro civil, de correos y de telégrafo, escuelas gratuitas para niños de uno y otro sexo, hotel, baños públicos, &c. Sus calles son regulares y en el centro de ellas se halla una vistosa plaza en la que se ha colocado el 9 de febrero de 1884 una estatua del fundador del pueblo, Don Domingo Eizaguirre. En el costado oriental de la población existe la estación del ferrocarril de la ciudad de Santiago al sur, el cual quedó corriente hasta aquí el 16 de septiembre de 1857, mediando entre una y otra ciudad 16 kilómetros. Este pueblo ha tenido origen en el senadoconsulto de 9 de febrero de 1821, por el que se dispuso vender en parcelas los terrenos llamados de Lepe, en el mencionado llano de la banda norte del Maipo, y proveer á su riego con aguas de este río al mismo tiempo que reservar en el centro de ellos 36 cuadras (57 hectáreas) para la formación de una villa que debía ser asiento de un nuevo curato y distrito político. En consecuencia, el mencionado Eizaguirre, como superintendente de tales cometidos, inició en ese año el pueblo y lo denominó villa de San Bernardo en honor del general Don Bernardo O'Higgins, bajo cuyo gobierno se acordaron las indicadas medidas.[1] Pero, aunque, en su principio se llegó á trazar la población en un sitio llamado de la Granja, próximo al NE. de su actual asiento, sólo se determinó al fin establecerla en éste que era por donde giraba directamente el camino público al sur, cruzando el río de Maipo por el antiguo puente denominado de Tango; lo cual reconoció la ley de 27 de septiembre de 1830 al propio tiempo que ordenaba que en ella se levantase la iglesia parroquial y se fundasen fábricas de tejidos y un monte de piedad á beneficio de la villa. En virtud de esta ley se le confirmó por el decreto de 3 de diciembre de 1834 su título y nombre y se le erigió en capital de departamento de la Victoria, que se creó á consecuencia de las mismas disposiciones. Por decreto de 12 de marzo de 1868 se le confirió el título de ciudad. Es asiento de municipio y comprende de las subdelegaciones primera, novena, décima y undécima.

De la misma forma, el geógrafo Luis Risopatrón lo describe como una ‘ciudad’ en su libro Diccionario Jeográfico de Chile en el año 1924:: 796 

San Bernardo (Ciudad) 33° 35' 70° 43' Es de calles regulares i está compuesta de una cincuentena de manzanas cortadas en ángulo recto, agrupadas alrededor de una vistosa plaza, en la que se erijió el 9 de febrero de 1884, una estatua del fundador del pueblo, don Domingo Eyzaguirre; cuenta con estación de ferrocarril, a 573 m de altitud, que fué entregada al servicio público el 16 de setiembre de 1857, a 16 kilómetros al S de la ciudad de Santiago. Sus contornos ostentan cultivados predios, viñedos i quintas i goza de un clima suave, recomendado en el tratamiento de las afecciones pulmonares; se ha rejistrado 512,4 mm para el agua caida, en 36 dias de lluvia, con 87,2 mm de máxima diaria, en 1921. Tuvo oríjen en el acuerdo del Senado Consulto de 9 de febrero-de 1-821, por el que se dispuso reservar 57 hectáreas para la formación de una villa, lo que inició en ese año el mencionado Eyzaguirre, denominándola de San Bernardo, en honor del Director don Bernardo O'Higgins; aunque en su principio, se llegó a trazar la población en La Granja, próximo al N E de su. actual asiento, al fin se determinó establecerla en el lugar que ocupa, lo que reconoció la lei de 27 de setiembre de 1830. Le confirmó el título i nombre el decreto de 3 de diciembre de 1834 i se le confirió el de ciudad por decreto de 12 de marzo de 1868; se ha anotado un aumento anual de la población en el período de 1895-1907 de 5,22%, con una proporción de alfabetos en esta última fecha de 44,9%. 62, II, p. 109 i 140; 63, p. 260: 101, p. 1266 i 1271; 104, p. 41 i perfil; 115, pl. 3S; 155, p. 688; i 156.

### Vecinos ilustres

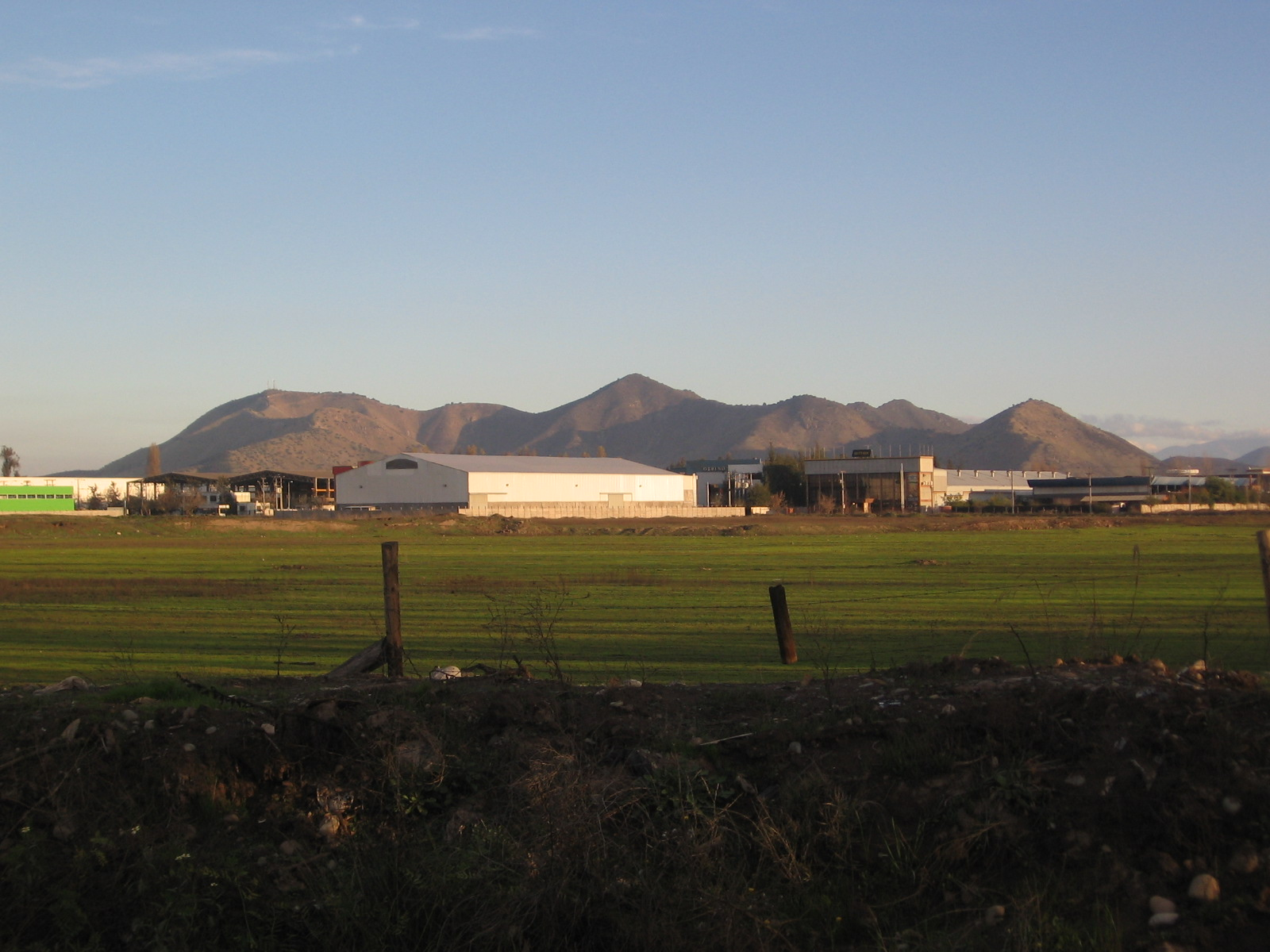
El Cerro Chena visto desde el norte (Camino Lo Espejo o Lo Sierra).

Hacia fines de siglo y durante los primeros años del siglo XX, para la Aristocracia santiaguina, San Bernardo fue uno de los lugares predilectos de veraneo.
Muchas de estas familias que tenían sus casas en Santiago, no veraneaban en las playas, visitaban San Bernardo por las características y propiedades de su aire fresco.
Posteriormente, la aristocracia cambiaría a San Bernardo como lugar de veraneo por Cartagena o Viña del Mar. Sin embargo, resulta curioso constatar que algunas casas de estilo chalet o bungalow del litoral central y de marcado estilo modernista francés, aún las encontramos en San Bernardo. Ya que aquel era el estilo arquitectónico imperante en la alta sociedad sociedad chilena de finales del siglo XIX y principios del XX dejando de lado el tradicional estilo colonial de construcción.

### Barrios
Los primeros barrios de la Ciudad se van gestando en la medida que la población va estableciendo sus moradas y las autoridades las van diagramando en conformidad a las normas establecidas para la época.
En sus inicios, don Domingo Eyzaguirre trazó el plano de ciudad conforme a la legislación y costumbre que existían desde la Colonia, con calles rectas y perpendiculares entre sí, partiendo desde la Plaza de Armas. Al igual que los primeros conquistadores asignó sitios para la Iglesia, la casa parroquial y el edificio Consistorial.
La planta de 32 manzanas originales no sufrió cambios durante varias décadas; es decir, no hubo mayor crecimiento de la ciudad, que tenía a su alrededor propiedades que limitaban su desarrollo, como son la chacra Arnet o San Martín al oriente. En esa dirección fue la primera expansión, cuando a fines de siglo se vendió y dividió esta propiedad, lo que dio nacimiento a la apertura de la calle San Martín, al otro lado del ferrocarril.
Entre los años 1845 a 1899 fue transformándose en un lugar placentero para vivir. En el año 1854 había alrededor de 10 000 habitando San Bernardo. Las primeras casas sólidas y de buena construcción comienzan a aparecer hacia 1850, viviendas localizadas en las actuales Urmeneta, Arturo Prat, y Bulnes.
De fines de siglo son las casas construidas en la calle Covadonga: todas ellas poseen las características clásicas de la vivienda chilena de la época, con habitaciones que se ubican alrededor de un patio central y jardines. Otro tipo de vivienda más lujosa eran las villas y coinciden con el carácter de veraneo que posee la ciudad. La vivienda se introduce en la manzana y se rodea de jardines. Ejemplo de ellas es el Parque García de la Huerta.
Ya en el año 1870 comienzan a nombrarse algunas calles: Comercio (Eyzaguirre), de la Estación (Arturo Prat), Williams (O”Higgins), Covarrubias (Freire), Covadonga, de San José, Urmeneta, Maipú, de Chena (Av. América), la Alameda (Av. Colón), Victoria, Bulnes, José Joaquín Pérez y Ancud (Barros Arana).
Hacia el norte se abrió la calle de Los Baños (Francisco Aranda), y bordeando el ferrocarril, la Avenida Diego Portales. Entre Portales, Pérez, San José y el callejón de Martínez (San Alfonso), se creó la población Esmeralda. Al norte, en el barrio de la Polvareda (Gran Avenida) surgió la población Santa Marta.
En 1892 se dieron las nominaciones actuales. Estas eran recorridas por acequias y estaban bordeadas de frondosos árboles, las calles correspondientes a la plaza y las principales eran empedradas.

### Desarrollo inmobiliario

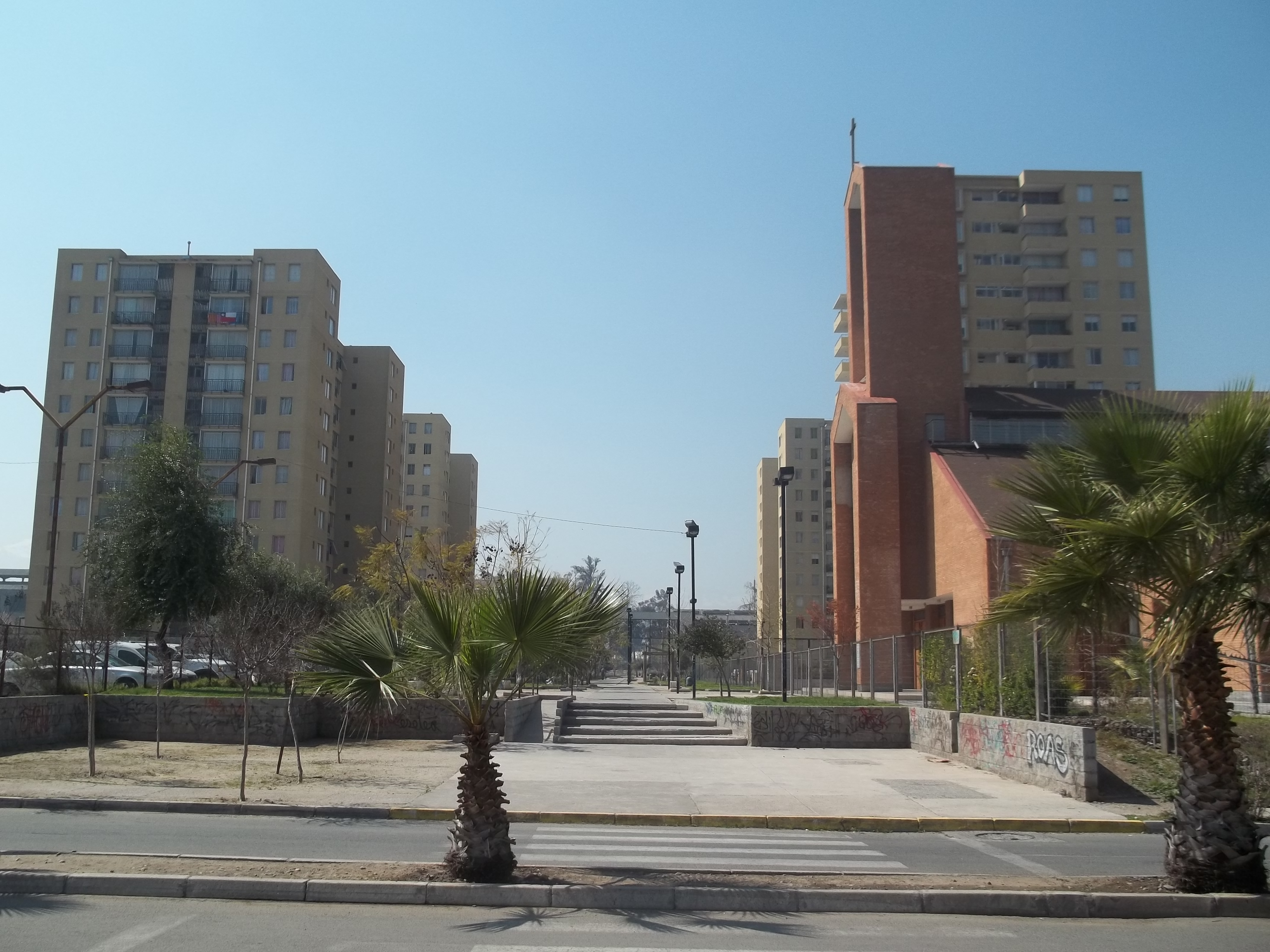
Villa Maestranza, símbolo del desarrollo inmobiliario.

La Municipalidad de San Bernardo ha aprobado una decena de nuevos loteos de terreno para la construcción de conjuntos habitacionales que van desde las 1000 UF hasta lujosos condominios de cerca de 7000 UF, como lo son Condominio Laguna Cóndores (Desde las UF 3900 hasta las 5400), el condominio incluye una laguna artificial, sauna, colegios privados, cancha de tenis, etc. o el Condominio Cumbres de Nos, entre otros.
Varios hitos han contribuido al creciente interés inmobiliario que vive la zona sur de San Bernardo. Uno de ellos es la consolidación de las autopistas urbanas que han provocado una mejora en las vías de acceso a la comuna.
Sin embargo, es el cierre del vertedero 'Lepanto' -ocurrido en abril de 2002- el que marcó el inicio de un proceso que permitió cambiar el perfil de la zona de un valle agrícola a incipiente área residencial.
'“Nadie va invertir si pasan 800 camiones de basura al día”', dijo un exalcalde en pleno debate por el cierre del vertedero para reflejar la virtual inamovilidad que tenían cerca de 3000 ha disponibles para el desarrollo de conjuntos habitacionales y que debieron esperar varios años para concretar la inversión.
Hoy ese impedimento no existe y durante los últimos años varias inmobiliarias han apostado a generar un nuevo polo de desarrollo en el sector sur de San Bernardo e incluso prevén que el sector se puede convertir en el nuevo Huechuraba de la capital.
La exalcaldesa de la comuna, Orfelina Bustos, afirmó que en los últimos años han llegado a la zona inversiones por el orden de los $ 6000 millones y agregó que los nuevos proyectos han permitido atraer familias de clase media y media alta, profesionales jóvenes que dan un nuevo perfil a la población de la comuna.
Según la Ex edil: “Siempre hemos estado asociados a una comuna dormitorio y estamos revirtiendo eso, con nuevos conjuntos habitacionales, inversiones en proyectos comerciales, de salud y educacional”
El auge inmobiliario se ha visto reflejado en el ingreso de proyectos a la municipalidad. Según sus registros durante 2005 se aprobó el loteo de siete terrenos, y así ha ido aumentando con los años. En total, estos proyectos contabilizan la construcción de una cifra cercana a las 1650 casas.

### sigloXXhasta nuestros días

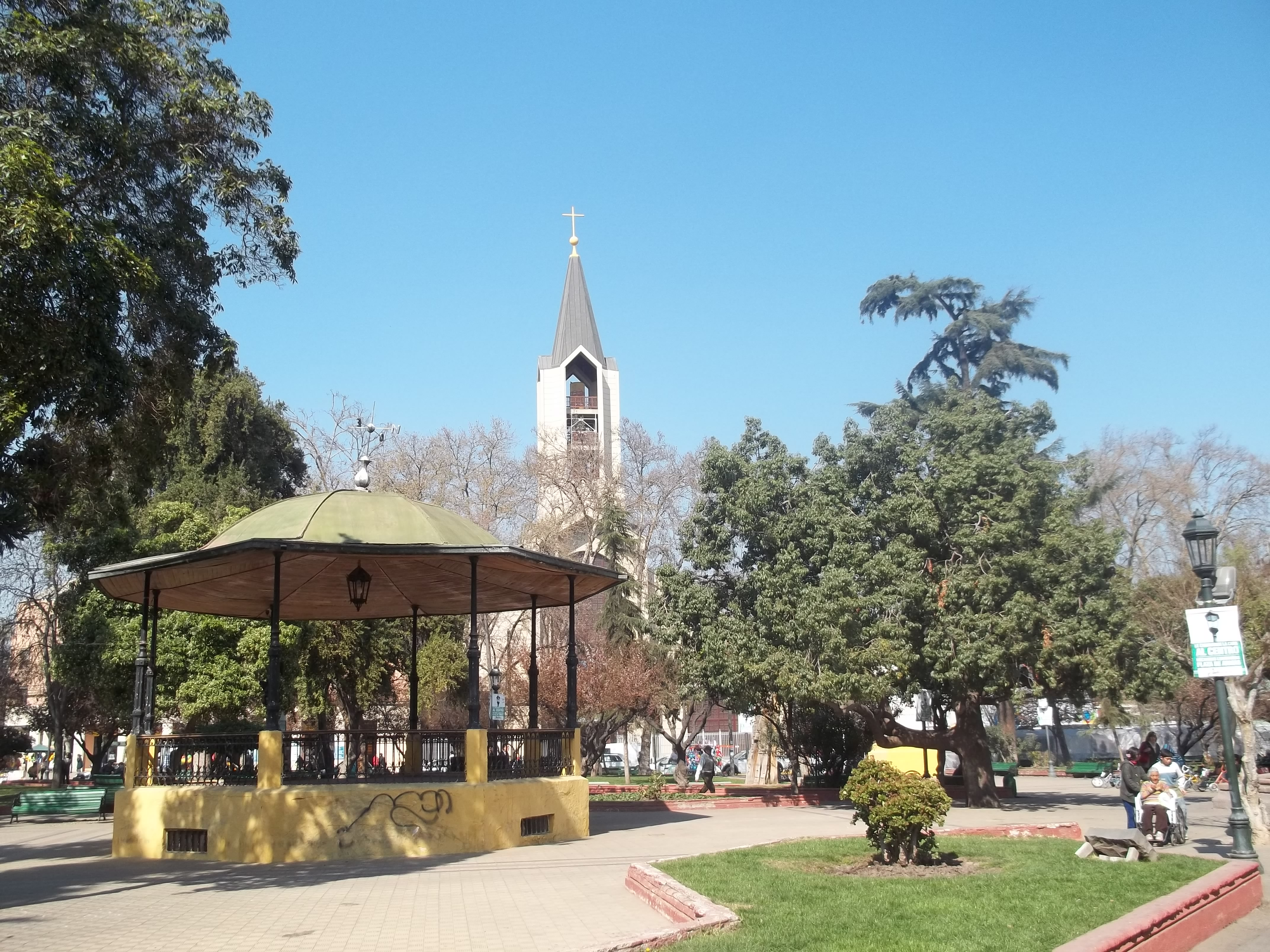
Plaza de San Bernardo.

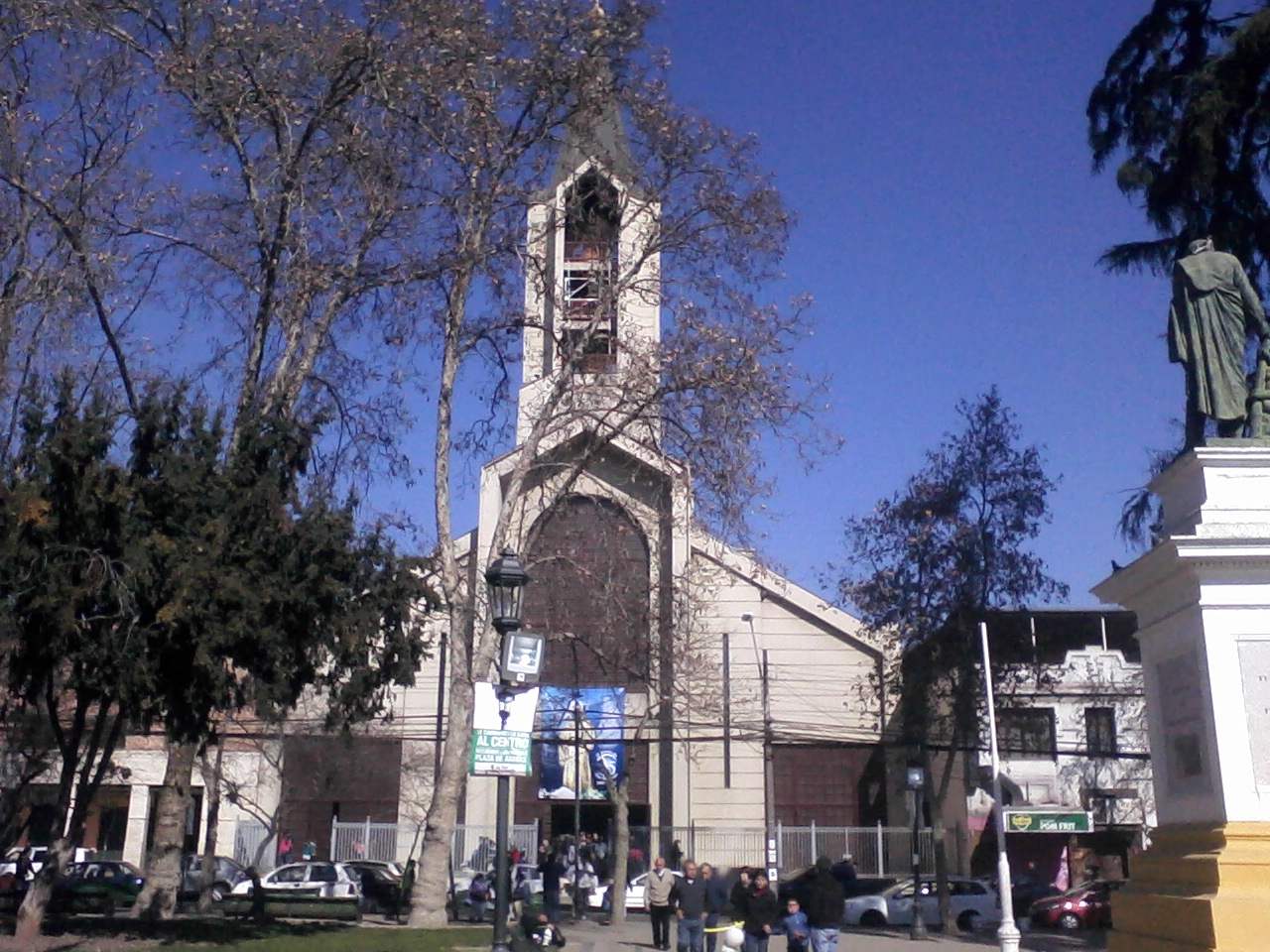
Catedral de la ciudad de San Bernardo.

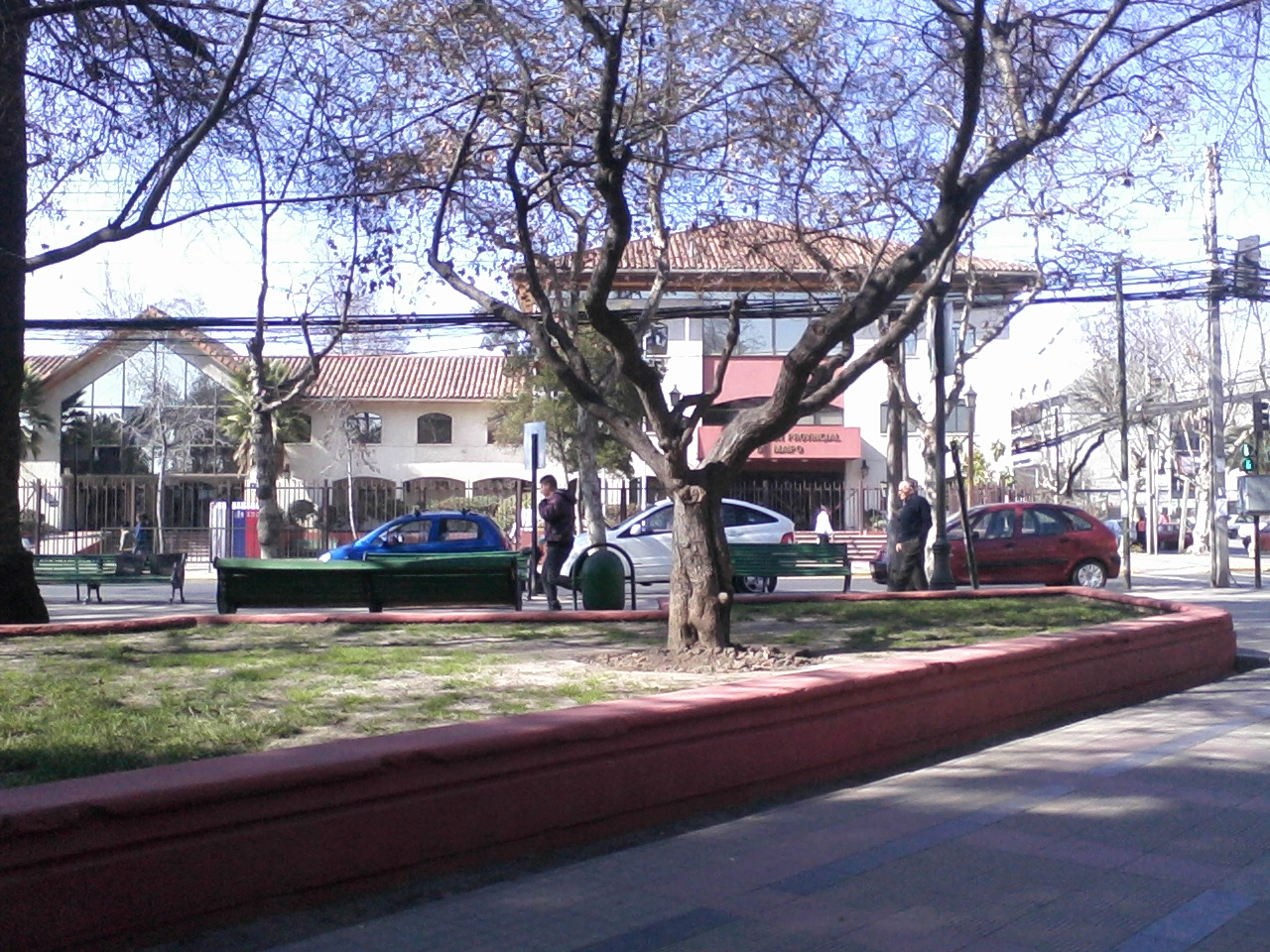
Gobernación Provincial del Maipo.

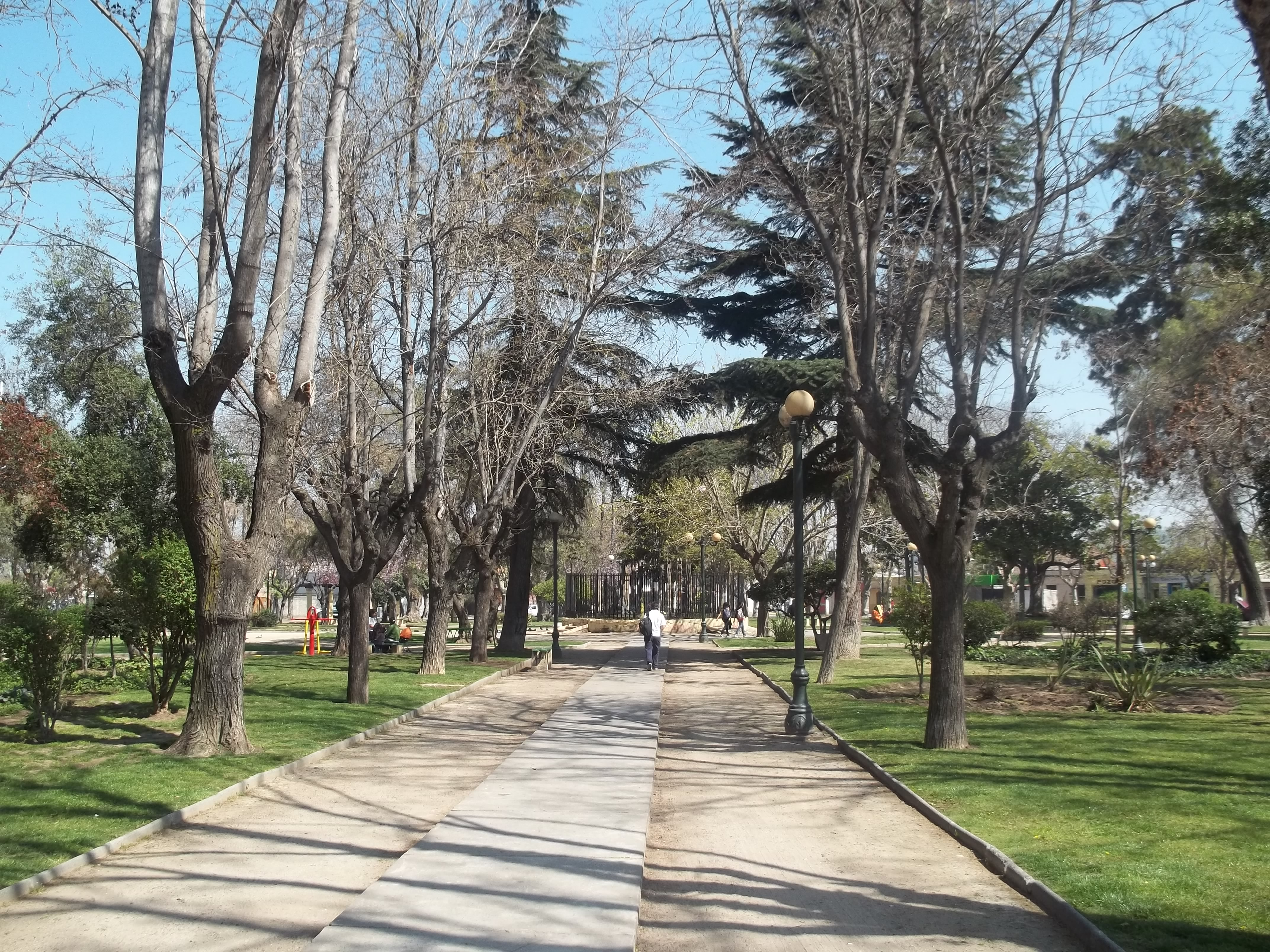
Plaza Guarello.

El crecimiento de la ciudad continuó a ritmo constante. En 1906 se abre una nueva avenida, paralela a la línea férrea, desde O'Higgins hasta Balmaceda, cuyo nombre es Aníbal Pinto. En 1914 se logra extender la Avenida Portales hasta Nos y más adelante se abre la calle Alfonso XIII, pasaje cerrado conectándolo con Portales.
En 1916 se comenzó a plantear la idea de construir una Avenida que uniera Santiago con San Bernardo. En 1926 se aprobó por el gobierno de don Emiliano Figueroa quedando terminado en 1930.
Arquitectónicamente, San Bernardo adquiere a principios del siglo XX su propio estilo, con viviendas de un piso, continuas, en las que no existe gran diferencia vistas desde su exterior entre las modestas y más lujosas. Las primeras son de fachada simple y las segundas presentan elementos decorativos más vistosos en su interior. Una construcción que llegará a ser característica es “El Castillo” (1920), ubicado en calle Arturo Prat, a unos metros de la esquina de Freire.
El desarrollo y expansión de la ciudad alcanza niveles importantes con la llegada de la Maestranza Central, pero por sobre todo en este período hay un crecimiento físico de la ciudad, que se expande especialmente hacia el sur.
Ya para 1924 el presidente don Arturo Alessandri había colocado la primera piedra de la población de obreros de la Maestranza, la que se inaugura en 1930, con una nueva plaza que a partir de 1933 pasa a denominarse Plaza Guarello. Esta población quedó un tanto aislada ya que algunas calles como Freire, Bulnes, Victoria, llegaban solo hasta San José. A esta población siguió la Población Balmaceda, también de obreros maestrancinos.
Posteriormente (1946) se inaugura en el sector sur, la población Pedro Aguirre Cerda, en la Gran Avenida la población Santa Cristina, y al año siguiente la población O`Higgins. El desarrollo y crecimiento de la Maestranza trae consigo el surgimiento de una nueva población (1953) “Merino Segura”. En 1955 aparece la población América.
Desde la década de 1960 comienza una serie de fenómenos que influirán más tarde en el cambio del estilo de vida y de desarrollo para la comuna que hasta ese entonces era conocida como una pequeña ciudad al sur de santiago al igual que Maipú y Puente Alto, el crecimiento vertiginoso de Santiago hacia el sur por la comuna de La Cisterna y de San Bernardo al norte dio paso a una Conurbación entre estas dos ciudades siendo en ese momento cuando San Bernardo empieza a ser parte de la capital como comuna del Gran Santiago. Esta conurbación Santiago - San Bernardo, no tendrá un efecto visible hasta las décadas posteriores.
En 1963 se inaugura la Villa San Bernardo. A fines de la década del sesenta el antiguo fundo de Santa Marta es ocupado por nuevas poblaciones, entre ellas La Portada y El Olivo.
La apertura de la carretera Panamericana en 1964 y la venta de los antiguos terrenos del fundo Casas Viejas de Chena permitió que la ciudad se expandiera hacia en poniente, más allá de la calle América.
Mediante el sistema “Operación Sitio” impulsado por el gobierno de la época se creó la población Tejas de Chena y en 1968 se inaugura la Villa Chena destinada a miembros de las Fuerzas Armadas.
La característica más palpable en los años posteriores es el rápido crecimiento de la población.
Durante los años 70 y 80, el régimen militar realiza erradicaciones de poblaciones y campamentos de otras comunas del gran Santiago. Se construyen viviendas sociales que crean nuevas poblaciones y extienden la configuración social y física de la ciudad. Se instala en San Bernardo el modelo de población Serviu, que se repetiría en varias comunas del Gran Santiago y el resto del país.
Las políticas habitacionales y el poblamiento de terrenos baldíos o agrícolas continuará en los gobiernos de la concertación, principalmente en la década 90 y durante los años siguientes. Se crean nuevas villas en el sector oriente, norte y sur de la ciudad. También en los sectores rurales aledaños. Aumenta el transporte colectivo, el comercio de barrio y la demanda por escuelas jardines, infantiles o consultorios. En los últimos años se invierte en dotar a estos barrios de más servicios y espacios de uso público.
Producto del terremoto de marzo de 1985, y de un incipiente auge inmobiliario, muchas casas otrora señoriales, pasarán a convertirse en edificios de departamentos. Los sanbernardinos ven con tristeza las demoliciones y con asombro las edificaciones, como el primer edificio con ascensor, ubicado en calle Arturo Prat entre Bulnes y Pérez.
Por otro lado, muchos vecinos que añoran el carácter romántico, próspero, y apacible de la ciudad, no logran acostumbrarse a estas transformaciones, dejan la ciudad y venden sus grandes casonas o parcelas. Estas son ocupadas por nuevas poblaciones o edificios supermercados o malls.
El paisaje urbanístico de San Bernardo, no detiene su transformación desde entonces, debido principalmente al crecimiento explosivo de su población, llegando a contar hoy día con 246 762 habitantes que conviven en un extenso territorio urbano y la todavía apacible vida rural.
En julio de 2024 se el Ministerio de las Culturas, las Artes y el Patrimonio, a través de la Subsecretaría del Patrimonio Cultural, declaró monumento nacional a la Población Obrero Ferroviaria de San Bernardo, en la categoría de zona típica o pintoresca.

## Medio ambiente

### Geomorfología y componentes abióticos

Trazado simplificado de los ecosistemas y cuerpos de agua presentes en la comuna de San Bernardo.

La comuna de San Bernardo se encuentra emplazada en la unidad geomorfológica de Cuenca de Santiago; y presenta según la clasificación climática de Köppen clima mediterráneo de lluvia invernal (Csb). Esta además se halla en la cuenca hidrográfica de río Maipo. Además, la comuna posee diversos cuerpos de agua, entre los que se destacan el río Maipo.

### Componentes bióticos
Dentro del territorio de la comuna se pueden hallar los siguientes ecosistemas:
- Bosque esclerófilo mediterráneo andino donde predominan Quillaja saponaria y Lithrea caustica (Vulnerable)
- Bosque espinoso mediterráneo andino donde predominan Acacia caven y Baccharis paniculata (Vulnerable)
- Bosque espinoso mediterráneo interior donde predominan Acacia caven y Prosopis chilensis (Vulnerable)

### Medidas de protección ambiental y conflictos socioambientales
Hasta 2022, la comuna de San Bernardo cuenta con las siguientes zonas que poseen algún nivel de protección ambiental:
- Cerro Chena (Sitios ERB)[19]
- Cerro Lonquén (Sitios ERB)[20]

## Demografía

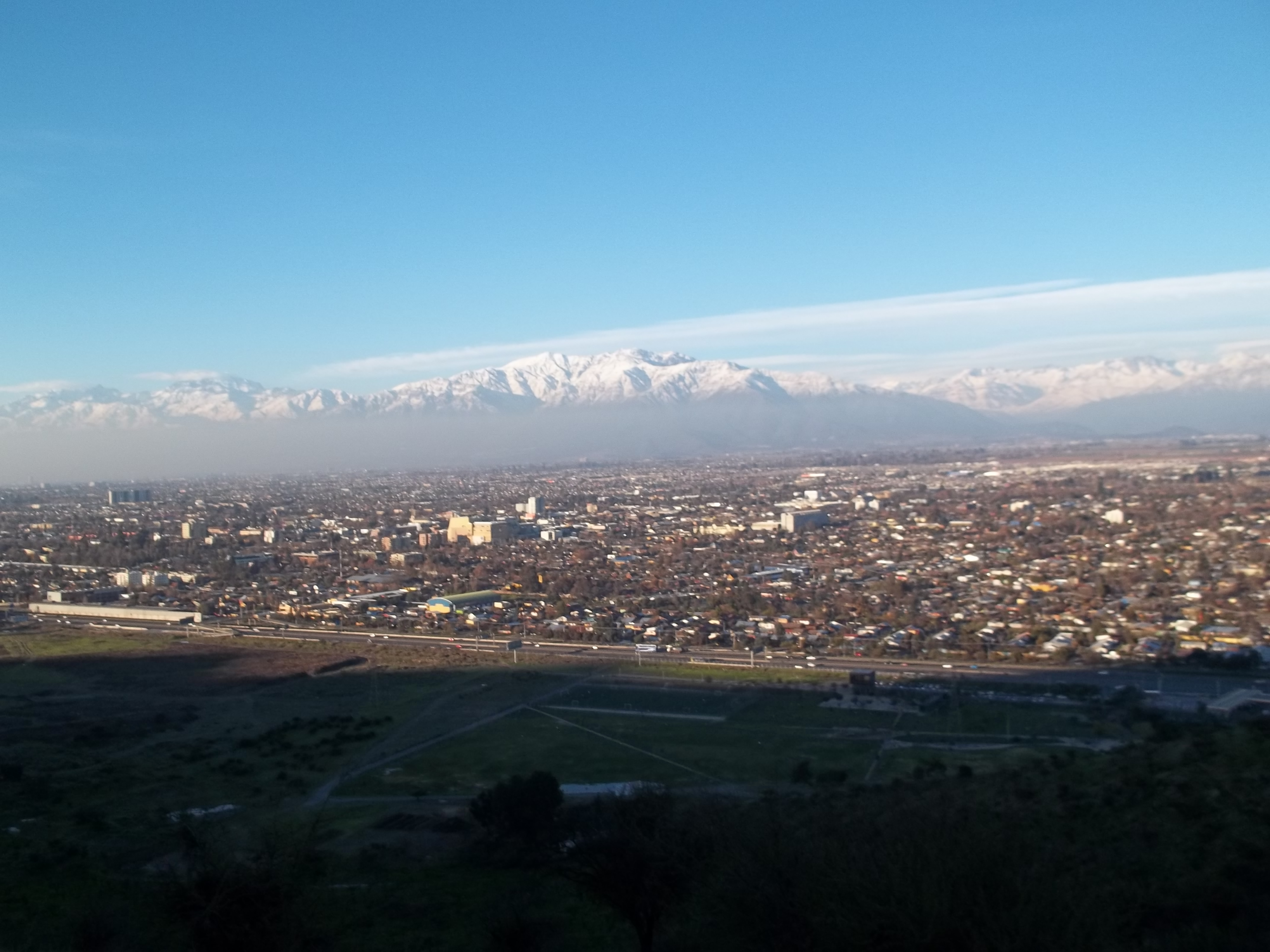
Vista de San Bernardo desde el cerro Chena.

Está compuesta por una población de situación económica baja, media, media alta y alta. Para el censo de 2017, se registraban 301 313 habitantes, siendo la sexta comuna más poblada de Chile tras Puente Alto, Maipú, Santiago centro, La Florida, Antofagasta y Viña del Mar.
Según la encuesta de Caracterización Nacional (CASEN) en su versión 2006 (principal instrumento de medición socioeconómica para el diseño y evaluación de la política social existente en Chile), San Bernardo cuenta con una población de 285 272 personas de las cuales 15,1 % son pobres y 5,8 % indigentes, sumando un porcentaje total de 20,9 %, proporcionalmente al ser la cuarta comuna más poblada de Chile se figura como la comuna con más personas bajo la línea de la pobreza en el país. Tiene un Índice de desarrollo humano (IDH) de 0,712 catalogado como alto, aunque como ocurre en el resto de Santiago la distribución de la riqueza está desigualmente distribuida.

### Poblaciones rurales
Pueblo
- Lo Herrera

Aldea
- La Vara

Caseríos
- Camino a Calera de Tango
- Carbomet
- Central Hidroeléctrica Los Morros
- El Barrancon
- El Barrancon Norte
- El Mariscal
- El Naranjal Sur
- El Retiro
- Lo Infante
- Pakeray Norte
- Pakeray Sur
- Rinconada de Chena
- Rivera Norte Puente Los Morros
- San Marcos
- Santa Julia

Fuente: INE

### Problemas de la sobrepoblación
La sobrepoblación de la ciudad ha provocado problemas de marginación de las familias de estrato bajo, debido a la insuficiencia o lejanía de lugares de trabajo, servicios de salud, comercio, áreas verdes, recreación, etc. También un evidente aumento de la delincuencia, el tráfico y consumo de drogas, problemas de violencia intrafamiliar, embarazos adolescentes, etc. La población de todos los estratos, también debe enfrentar problemas derivados de esta segregación y otros fenómenos propios de la densidad demográfica: Inseguridad, Congestión vehicular, contaminación y falta de áreas verdes. Al crearse viviendas en medio de zonas de uso industrial, o la necesidad de agrandar las vías para el flujo del transporte, se produce un conflicto entre la actividad económica de la ciudad y el derecho a vivir en un ambiente saludable. De cara a las décadas futuras, la ciudad enfrenta enormes desafíos para mantener una vida urbana sostenible y armónica.

## Administración

### Municipalidad

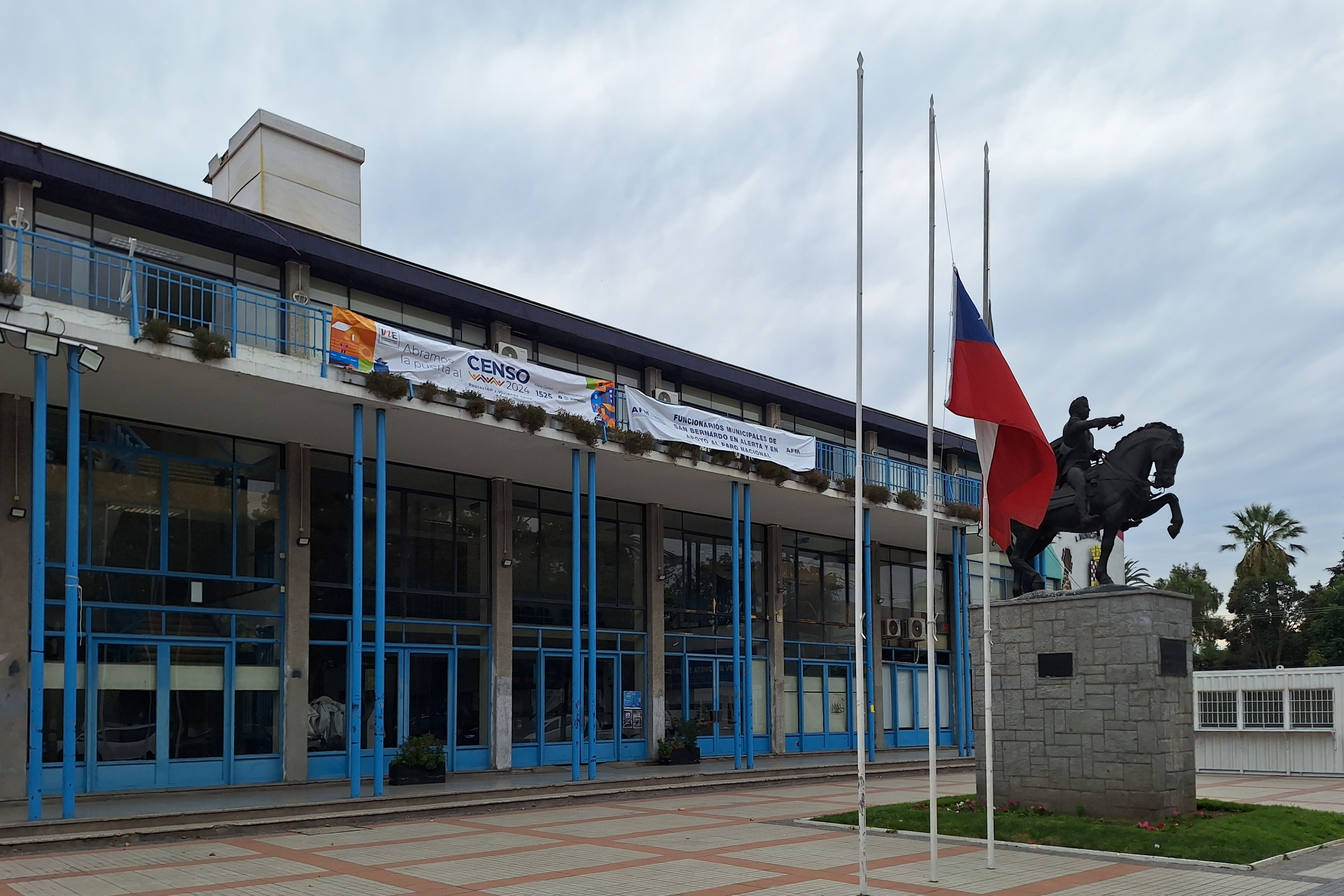
Edificio consistorial de la Ilustre Municipalidad de San Bernardo

La Municipalidad de San Bernardo para el periodo 2024-2028 es dirigida por el alcalde Christopher White Bahamondes (PS) y el concejo municipal conformado por los concejales:
- Carolina Fuentealba Aguilar (REP)
- María Núñez García (REP)
- Juan Rivera Herrera (REP)
- Marcela Cristina Novoa Sandoval (RN)
- Mariela Andrea Araya Cuevas (UDI)
- Karina Soledad Leyton Espinoza (PS)
- Romina Andrea Baeza Illanes (FA)
- Leonel Bernardo Navarro Ormeño (PR)
- Jaime López Muñoz (PAVP)
- Cristina Andrea Cofré Guerrero (PC)

### Representación parlamentaria
San Bernardo forma parte de la Circunscripción Senatorial VII y del Distrito Electoral 14. Es representada en la Cámara de Diputados del Congreso Nacional por los siguientes diputados:
- Juan Antonio Coloma Álamos (Unión Demócrata Independiente)
- Raúl Leiva Carvajal (Partido Socialista de Chile)
- Leonardo Soto Ferrada (Partido Socialista de Chile)
- Juan Irarrázaval Rossel (Partido Republicano de Chile)
- Marisela Santibáñez Novoa (Partido Comunista de Chile)
- Camila Fernanda Musante Muller (IND - Comunes)

En el Senado, la representan:
- Manuel José Ossandón Irarrázabal (Renovación Nacional)
- Luciano Cruz-Coke Carvallo (Evolución Política)
- Rojo Edwards Silva (Partido Republicano de Chile)
- Claudia Pascual Grau (Partido Comunista de Chile)
- Fabiola Campillai Rojas (Independiente)

## Economía
En 2018, la cantidad de empresas registradas en San Bernardo fue de 5.772. El Índice de Complejidad Económica (ECI) en el mismo año fue de 1,84, mientras que las actividades económicas con mayor índice de Ventaja Comparativa Revelada (RCA) fueron Fabricación de Productos de Fibrocemento y Asbestocemento (37,37), Fabricación de Maquinaria Metalúrgica (33,14) y Servicios de Vertederos (27,93).

### Servicios y comercio
El centro de la ciudad albergó desde principios del siglo XX el comercio que surtía a la población local y las comunidades rurales aledañas, este comercio giraba en torno al matadero y a la Recova, ubicada en la calle covadonga esquina Eyzaguirre. Posteriormente se inauguraría el conocido edificio del Mercado Municipal de calle Bulnes y Covadonga.

#### Décadas de 1950-1970
Desde finales de los años 50, el comercio comienza a desarrollarse, estableciéndose al sur de la Plaza de Armas, en las calles Eyzaguirre, Covadonga, Arturo Prat y Freire.
Con sus características baldosas amarillas y conformado por grandes tiendas, dos teatros (Cine Santiago y Teatro Municipal), diversos gimnasios y coliseos, clubes sociales, restaurantes, gelaterias, fuentes de soda y salones de té. Ha sido desde siempre, el paseo de todo sanbernardino en su camino hacia la atractiva plaza de armas de la ciudad.
Durante varias décadas el centro de San Bernardo, mantuvo una austera prosperidad sin variar significativamente, manteniendo el aire de pueblo tranquilo, pero manteniéndose al día en los progresos de la capital y con un progreso arquitectónico y estético más significativo que el de otras comunas aledañas.
Establecimientos como El Globo, La Gran Vía, Sarralde, El Gallo, Café Europa, Farmacia Farr, Grijalba, Ferretería La Central, Ferretería Hasbún, Panadería Asturias, Librería La Real, Sastrería Pelayo, La Esmeralda, Borbolla, El Sol, etc, daban vida al centro de los años 50, 60 y 70 y algunos continuaron resistiendo el paso de los años.

#### Décadas de 1980-1990
En la década 80 se mantienen la mayoría las tiendas antes mencionadas y el centro experimenta otra visible modernización, con la construcción de galerías y paseos comerciales, junto a la llegada de supermercados, gelaterias y restorantes como Samigo, Spanbar, Moloś o Scalon Vips. Destaca la construcción del centro comercial Paseo San Jorge, que modernizó y abrió la calle Eyzaguirre, en un estilo acorde con la antigua arquitectura de la ciudad.
A comienzo de los 80 se inaugura la Librería Chinita, en el local que ocupaba la Farmacia Farr. Los primeros Supermercados son el Unicoop (En calles Colón y América), Supermercado Sur (esquina sur oriente de calles Eyzaguirre y Arturo Prat), Supermercado Leyan, (en calle Eyzaguirre) y supermercado San Francisco (en O' Higgins frente a la plaza), luego reemplazado por el Supermercado Tottus. También el supermercado El Baratillo y Arenillas, de menor tamaño. Los años 90 ven llegar a los supermercados Uriarte y Garmendia (luego llamado Uriarte), Puerto Cristo, Montecarlo, Monserrat, otra sucursal de San Francisco y Santa Isabel.
El aumento explosivo de la población en la década 90, genera una creciente y dinámica actividad comercial debido a la llegada de la primera multitienda. El centro comercial se extiende hacia otras cuadras de calles Covadonga, San José, O'Higgins, Colón, Urmeneta y Barros Arana.
En calles San José, Freire y Victoria surge una suerte de barrio bohemio, con numerosos pubs y algunas discoteques.

#### Décadas de 2000-2010
A la llegada de la década 2000, el centro experimenta un nuevo cambio, el arribo de las nuevas cadenas de multitiendas, dio como resultado la desaparición definitiva de varias tiendas. La tienda El Gallo, a pesar de los años es la única tienda de las "históricas" que se ha mantenido firme al paso de los años. Ya para fines de la década en el centro se emplaza el primer centro comercial de gran envergadura, "Mall Paseo San Bernardo" que cuenta con 4 tiendas anclas, un supermercado y 6 salas de Cine, además de 50 tiendas menores de los más diversos rubros, también el mall cuenta con el Instituto Profesional, convirtiendo a este mall en el principal eje económico de la calle Eyzaguirre y del centro de la comuna.
Como un nuevo polo comercial, en el sector de Nos se levanta actualmente el principal eje comercial de todo el sector sur de la Región Metropolitana: el Mall Plaza Sur. Centro comercial, de envergadura igual o mayor a grandes centros comerciales del Gran Santiago, que cuenta con tres multitiendas, 150 tiendas especializadas, un patio de construcción, un hipermercado, salas de cine o, patio de comidas, salas de juegos, gimnasio, bulevar de servicios y financiero, un centro automotriz y más de 3500 estacionamientos.

## Cultura

### Escudo de armas

Escudo de la comuna.

El 9 de febrero de 1958 se decretó la creación del escudo de armas de la comuna, según lo señala el libro "Historia de la Ciudad de San Bernardo", del escritor Raúl Besoaín Armijo.
En este texto se indica que "el diseño de este escudo comunal" está cuartelado en cruz, en que el primero y el cuarto son ajedrezados en plata y rojo, que simboliza el campo de Batalla de Maipo.
En el segundo cuarto en fondo de oro, tres cerros en verde que representan a los cerros de Chena y en su base tres cintas de plata en fondo azul y en primer plano una campiña, este cuarto fue tomado del antiguo sello municipal y simboliza Tres Acequias, el asentamiento más antiguo del sector.
Sobre el tercer cuarto en fondo de oro, posee en su centro un árbol y a su pie una loba amamanta a dos cachorros, que representa el escudo de armas de la familia de don Domingo Eyzaguirre, fundador de la ciudad.
Sobre los cuatro cuartos y en su centro, un escudo rojo con tres estrellas de oro de cinco puntas adornadas de laureles de oro, en homenaje al general Bernardo O'Higgins y sobre el escudo un penacho tricolor. Sobre el escudo general timbre, la corona mural de oro de las municipalidades de Chile.

### Crecimiento e identidad local
El crecimiento demográfico, la creación de barrios periféricos y el desarrollo inmobiliario, económico y social que significa ser parte de la capital, cambiaron el aspecto tranquilo, apacible y semirrural de San Bernardo. Cuanto afectó a la identidad de la comuna es una discusión interesante, necesaria y de mucha actualidad. Lo concreto es que existe una fuerte identificación con la ciudad de los habitantes antiguos, quienes han sabido mantener vivas las tradiciones e identidad local. Una gran mayoría considera a San Bernardo como una "ciudad" separada de Santiago, más que una comuna de esta. Por ejemplo, es costumbre usar la frase "voy a Santiago" cuando alguien se traslada al centro de la capital o a cualquier comuna más allá de El Bosque. Por otro lado también se ha creado una segregación cultural, entre barrios llamados "residenciales" y barrios periféricos, que aumenta la sensación de inseguridad y desconfianza con el "nuevo vecino". La disposición de los barrios y el masivo y rápido crecimiento demográfico, contribuyeron a esta segregación.
Muchos antiguos sanbernardinos consideran erróneamente que sus vecinos periféricos no son Sanbernardinos, ya que son recién llegados a la ciudad. Sin embargo la mayoría de las villas periféricas tienen más de 15, 20 hasta 30 años y más de dos generaciones han nacido y crecido en ellas. También creen que la presencia de estos nuevos vecinos es la principal causa de que la ciudad dejara de ser un pueblo apacible. Aun cuando es evidente que las transformaciones se deben a otros factores económicos y políticos. Esta visión, basada en la nostalgia por un pueblo donde todos se conocían, al mezclarse con el rechazo a la delincuencia, deriva frecuentemente en opiniones clasistas y discriminadoras.
Para los habitantes de la periferia de la ciudad o para aquellos jóvenes o vecinos asentados desde la década 90 hasta hoy, les es difícil y tal vez innecesario identificarse con un pasado semirrural u obrero que no vivieron. A pesar de que las escuelas, las instituciones y organizaciones culturales y de DD.HH, hacen un gran trabajo difundiendo la memoria y el patrimonio cultural, los tiempos que viven los nuevos sanbernardinos son diferentes. La periferia, en medio de sus complejas problemáticas sociales, se enfrenta al trabajo de ir creando su propia identidad cultural y reivindicar su derecho a sentir como propia la ciudad donde nacieron.
El problema de la identidad es un desafío nacional y San Bernardo lo debe enfrentar compatibilizando tradición con desarrollo e integración para todos.

### Folklore
Cada año a finales del mes de enero se realiza el «Festival Nacional del Folklore de San Bernardo», un evento que se considera un orgullo de la comunidad, en el que las raíces del país se dan cita. Grupos viajan desde todo Chile con el objetivo de mostrar su música. El festival además cuenta con la participación de grupos folclóricos invitados de distintos países, entre los grupos extranjeros participantes se pueden mencionar agrupaciones de toda Sudamérica, además de agrupaciones provenientes de México, España, Italia, entre otros. Se contempla además dentro de la celebración una "Feria de Artesanía Tradicional", en la que participan tanto artesanos chilenos como de otros países hermanos.
Para el último sábado del mes de abril de cada año, se celebra un evento de gran magnitud: "Abril Cuecas Mil", evento creado por el ilustre vecino y folclorista el profesor don Arturo García Araneda. Este encuentro de nuestra música nacional busca la participación de toda la comunidad en torno al baile nacional, la cueca. Consiste en que varios grupos musicales tocan mil cuecas seguidas en un acto que dura más de 30 horas continuadas, donde toda la comunidad acompaña cada una de ellas convirtiendo este evento en una celebración, más que de San Bernardo, en una oportunidad a nivel anual como una muestra de la Cueca.

## Lugares de interés

### Casa de la Cultura Xaviera Rojas Neira

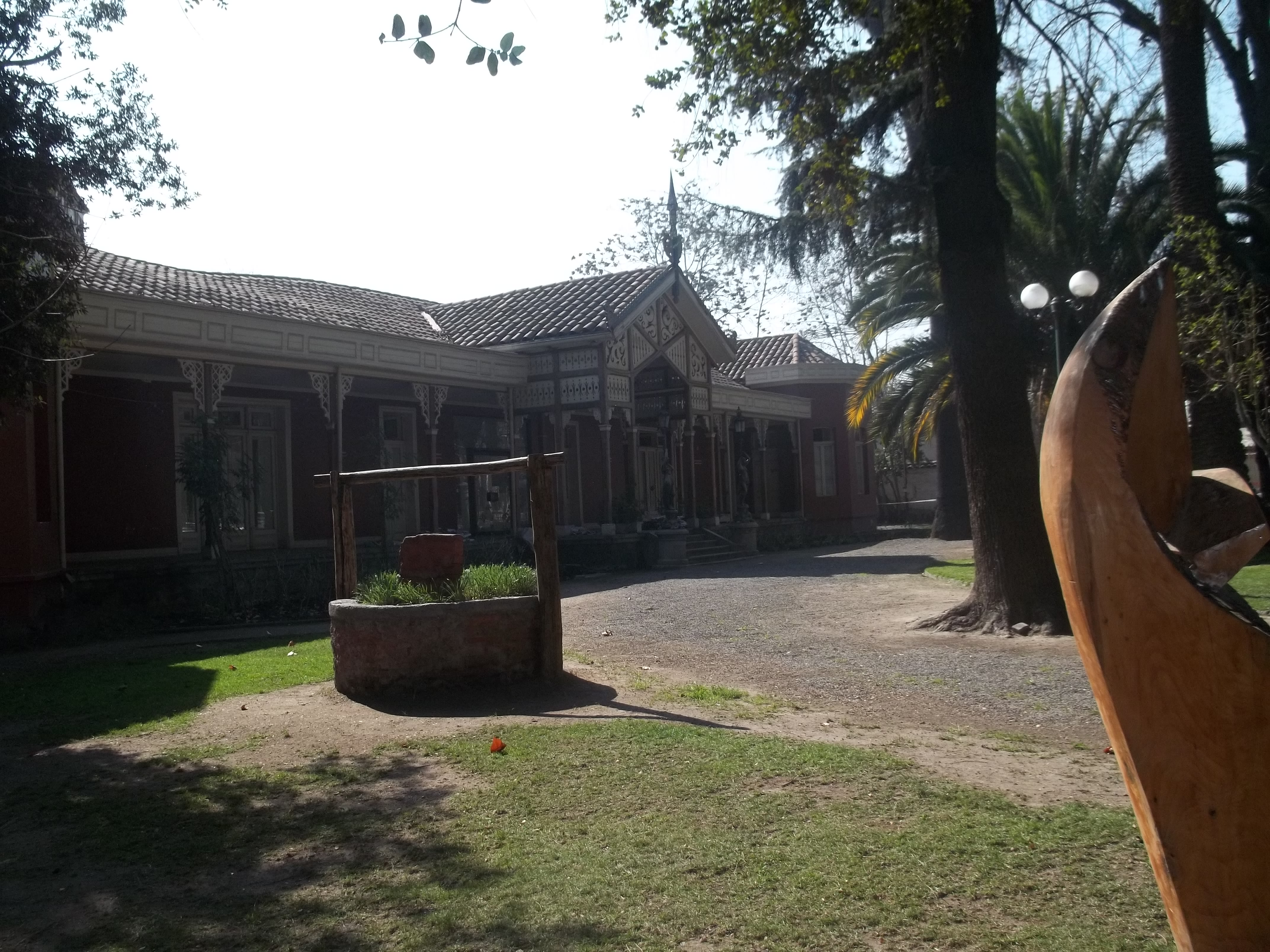
Casa de la Cultura de San Bernardo.

Ubicada en pleno corazón de la comuna, en calle América con Arturo Prat, la construcción que hoy alberga a la Casa de la Cultura es un componente esencial de un complejo arquitectónico y paisajístico.
Esta casa patronal edificada a comienzos de 1900 perteneció a don Pedro García de la Huerta Izquierdo y su familia. Propietarios del extenso fundo «Casas Viejas» en lo que hoy es San Bernardo, colindando hacia el sur con la hacienda «Las Lilas de Nos» de la misma familia, y cuya casa patronal es hoy el Parque Industrial Metalúrgico Molymet.
Esta casona destaca por su estilo neoclásico con reminiscencia francesa adaptada a la zona, concepto presente en gran parte de los fundos chilenos. Con diecisiete salas o habitaciones, la actual Casa de la Cultura fue construida en forma de «U» con macizos muros de adobe que se levantan sobre cimientos de piedra y con una gran cubierta de tejas.
En el diseño exterior se observa un amplio corredor sostenido por gruesas vigas y pilares de pino oregón, además de dos musas que destacan la entrada.
La Municipalidad adquirió y restauró esta casa patronal para entregar a la comunidad un espacio de creación, arte y recreación, en el que toda la familia pueda participar de los talleres de arte, sala de música, sal de exposiciones y una gran diversidad de actividades artísticas y culturales.
El terremoto 27F dañó severamente la edificación, por lo que tras largas conversaciones para concretar su restauración se re-inauguró en 2015.

### Cerro Chena
Postal principal al llegar a la comuna por la ruta 5 (Autopista Central), es un espacio ideal para la recreación y el deporte. Actualmente está convertido en un parque público, cuya administración se ha encargado de reforestar el sector, principalmente con especies nativas. En su cara sur existe un emplazamiento ceremonial inca conocido como Pukara de Chena (huaca), lugar de valiosa importancia arqueológica, pero que se encuentra en evidente abandono.

### Virgen del Cerro Chena
Ubicada en la primera cumbre, la estatua monumental de la Santísima Virgen Inmaculada se alza como una figura imponente para quienes profesan la fe católica.
Bendecida por primera vez el 7 de enero de 1988, la figura de la Virgen Inmaculada se sitúa en una loma al costado poniente de la carretera Norte-Sur, antes de llegar a la intersección del camino Catemito.
Cada fin de semana recibe la visita de decenas de personas que desean expresar su fe religiosa, pasear al aire libre con sus familias o simplemente disfrutar de la privilegiada vista que ofrece este lugar.

### Cerro Negro
El Cerro Negro está ubicado en el sector sureste de la comuna de San Bernardo, entre el norte del límite comunal con Buin y Pirque en el río Maipo y un poco al sur de la intersección del Camino El Mariscal y el Camino Padre Hurtado. Su nombre proviene del antiguo fundo "Cerro Negro", propiedad de don Ismael Valdés Vergara. Hasta abril de 2002 funcionó en este lugar el Vertedero Lepanto, tras su cierre el sector se ha convertido en un polo de atracción para gran cantidad de turistas y proyectos inmobiliarios.

### Catedral de San Bernardo

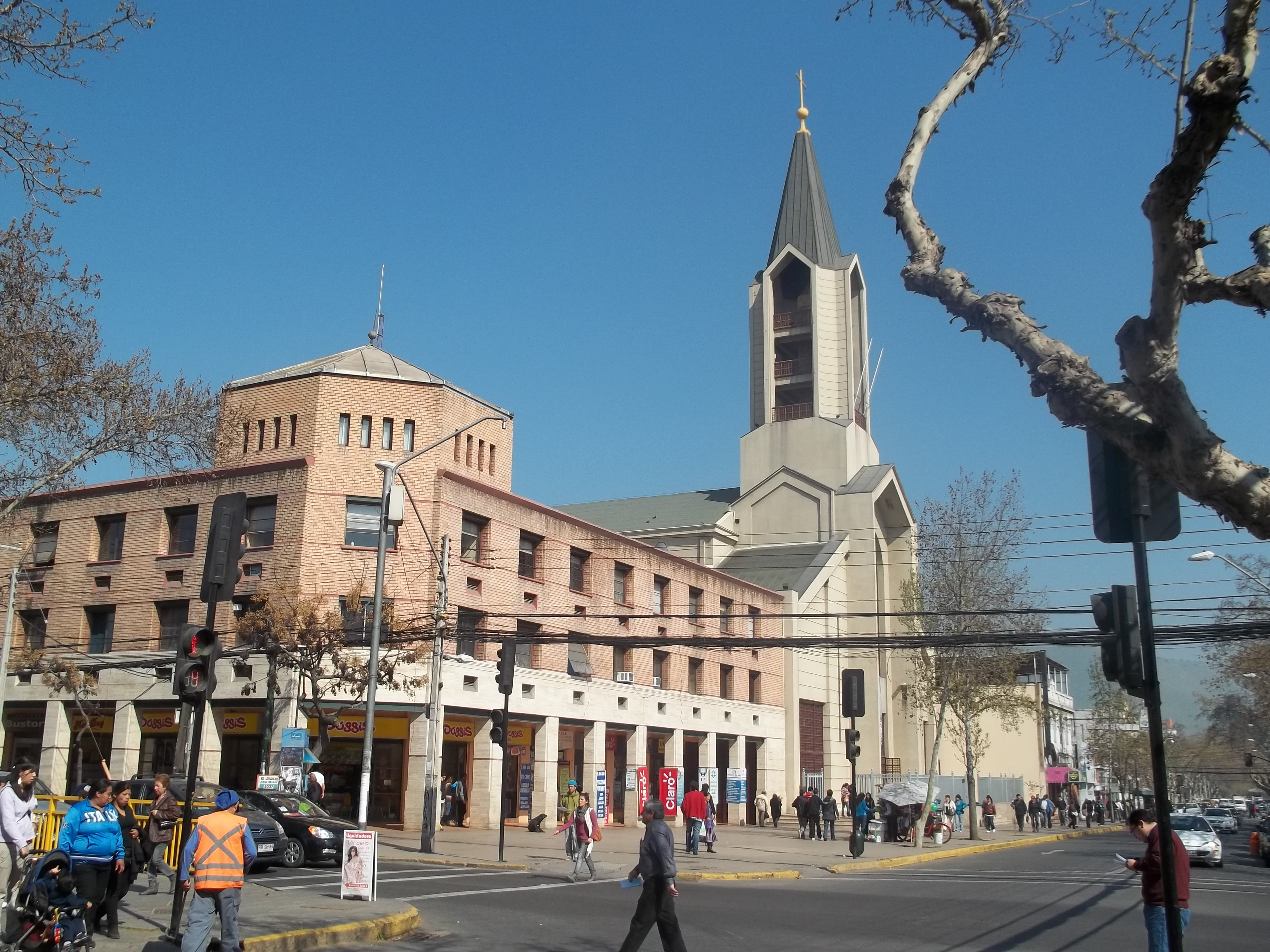
Vista de la Catedral desde la esquina de calles Freire y Prat.

La Catedral de San Bernardo siempre ha tenido un sitial preponderante en la vida comunal desde su construcción en 1820. Desde esa fecha albergó en una capacidad máxima a trescientas personas y sirvió como sede de la parroquia de la ciudad hasta 1987, año en que por decreto de Juan Pablo II fue elevada a la condición de Catedral de la nueva diócesis de la provincia del Maipo.
El paso de los años, las deficiencias estructurales, y el derrumbe de las columnas de su entrada en el terremoto de 1985 llevaron a reconstruir este Templo, cuyas nuevas dependencias fueron inauguradas el 25 de noviembre de 2000. La nueva Catedral de San Bernardo tiene un espacio para seiscientas personas sentadas y es un ejemplo del reencuentro arquitectónico contemporáneo con los símbolos del arte cristiano, tanto en la arquitectura como en la pintura.
Es así como la reconstrucción de este Templo procuró dentro de un estilo moderno recuperar el espacio basilical clásico con tres naves y retomar el arte cristiano tradicional al retratar en gran magnitud a través del arte episodios bíblicos como «La Natividad», «El Bautismo de Jesús», «La Crucifixión» y «La Resurrección», entre otros.

### Portal de la Ex-Maestranza

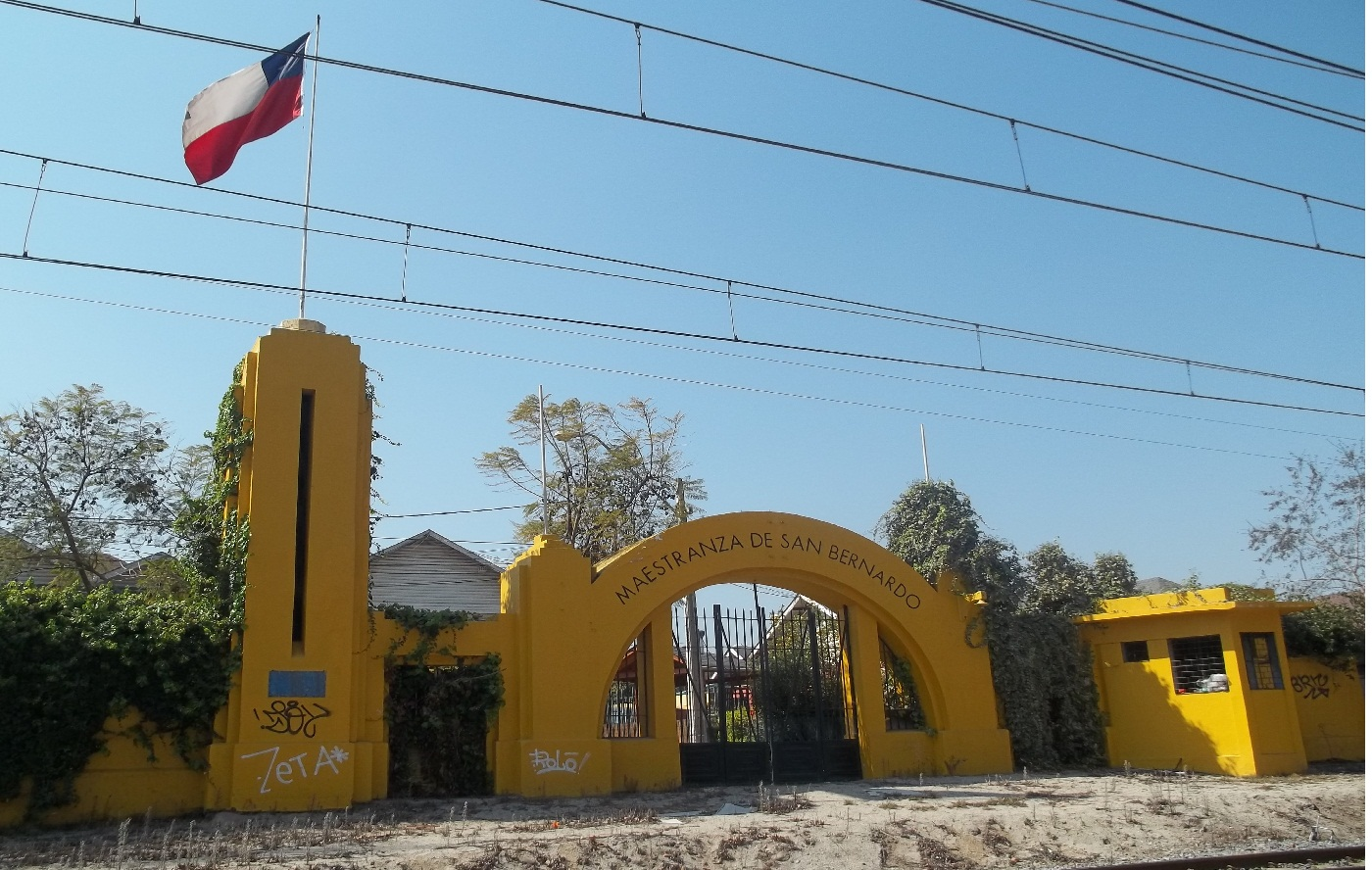
Portal de la ex-Maestranza de San Bernardo restaurada

Construida en 1916 como puerta de entrada y salida para los trabajadores de la maestranza de trenes, este símbolo del gran pasado ferroviario de San Bernardo que hoy es parte del patrimonio de la comuna, adorna con un aire de nostalgia el recorrido de quienes transitan por Avenida Portales y por quienes viajan en metro-tren hacia y desde Santiago. Desde el cierre de la maestranza el portal quedó en total abandono por años pero sin grandes daños. El 8 de abril de 2009 el consejo de monumentos nacionales (CMN), declaró a los últimos 3 edificios de la ex-maestranza de San Bernardo y al portal como monumento nacional y en 2010 como parte del bicentenario de la nación el municipio de San Bernardo restauró y declaró al portal de la maestranza como patrimonio de la comuna.
El antiguo portal de la ex-maestranza de trenes se ha convertido con los años como un monumento icono de la comuna, tanto así que la silueta del portal forma parte del logo de la municipalidad, también el portal ha sido entregado en forma de galardón a deportistas, ciudadanos y personalidades destacadas de la comuna.

### Estación del Ferrocarril de San Bernardo
Inaugurada el 16 de septiembre de 1857, esta parada fue creada junto con el primer tramo de la línea férrea entre la Estación Alameda y San Bernardo. Testigo privilegiada de la época de oro del ferrocarril en esta comuna, fue declarada Monumento Histórico en 1984. En sus 156 años de vida ha sido reparada y refaccionada en varias oportunidades, respetando siempre su aspecto original, pero tras el terremoto del 27 de febrero de 2010, la estación, que ya había sido refaccionada, no soportó la fuerza del terremoto y cedió ante esta, sufriendo graves daños estructurales que la dejaron inutilizable, pero pese a estos acontecimientos la estructura aún sigue en pie y espera su pronta reparación.
En el marco del plan maestro de transportes denominado «Santiago 2025» ideado por el ministerio de transportes y telecomunicaciones, que contempla una remodelación total de los terrenos donde esta la estación y la creación de nuevas líneas de trenes, la estación de ferrocarriles de San Bernardo podría ser remodelada y así los habitantes puedan volver a contemplar este edificio patrimonial histórico.

### Ex- Maestranza Central

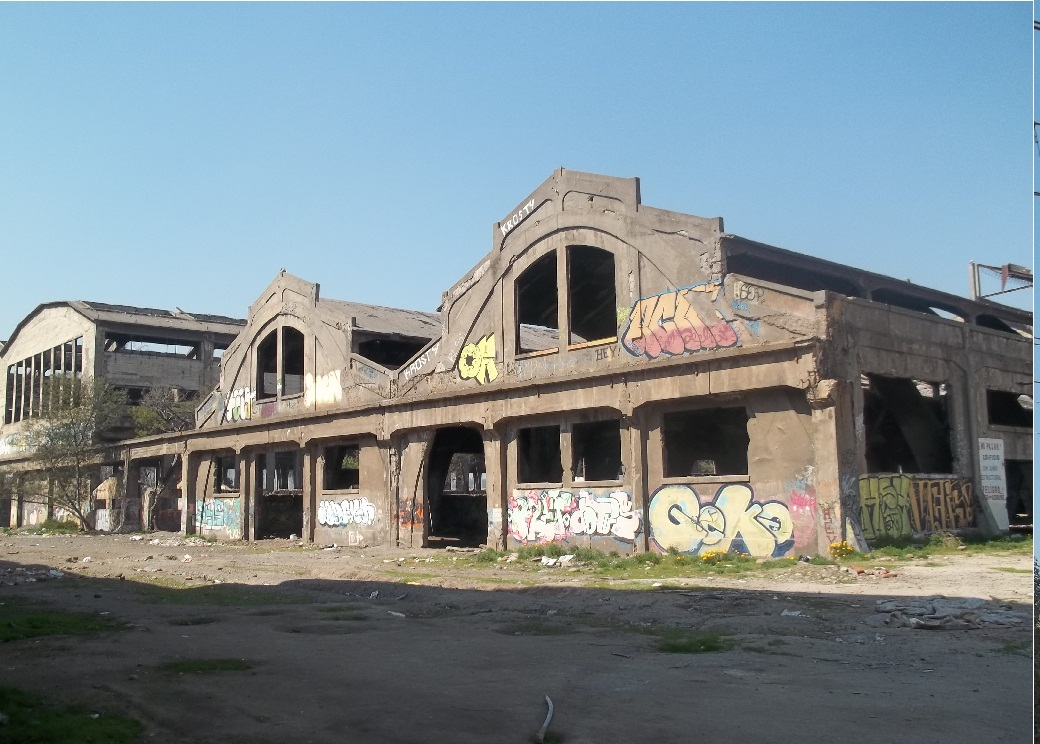
Actual estado de 2 de los pabellones que aún siguen en pie de la Ex-Maestranza central.

Bajo el gobierno de Ramón Barros Luco se envió a concurso la construcción de una maestranza que reparase 500 locomotoras al año, la empresa ganadora fue la norteamericana Niles Bement & Pond c. su proyecto consideraba la construcción con estructuras metálicas de acero. pero la I guerra mundial hizo que el acero quedara reservado a material bélico, eso encareció el costo del proyecto de la maestranza y obligó a que esta fuera construida con hormigón armado, y fue así como desde 1916 hasta 1918 se construyó la Maestranza Central de Ferrocarriles. El proyecto fue construido en San Bernardo gracias a su cercanía con Santiago y con la línea férrea, esta de a poco pasó de a ser la Maestranza de trenes más grande del país y con el tiempo la más grande de Sudamérica, la empresa que partió con apenas 300 empleados, ya para 1925 (su época de oro) llegó a contar con más de 2000 obreros, esto significó un aumento en la población y en la calidad de vida de los habitantes de San Bernardo. la Maestranza significó el mayor desarrollo industrial de Chile por décadas, donde no solo se reparaban locomotoras, sino también se construían y se exportaban hacia el extranjero hasta su cierre y abandono en 1994. hoy los pabellones que aún quedan en pie, fueron declarados monumentos nacionales en 2009.

## Transporte

### Accesibilidad

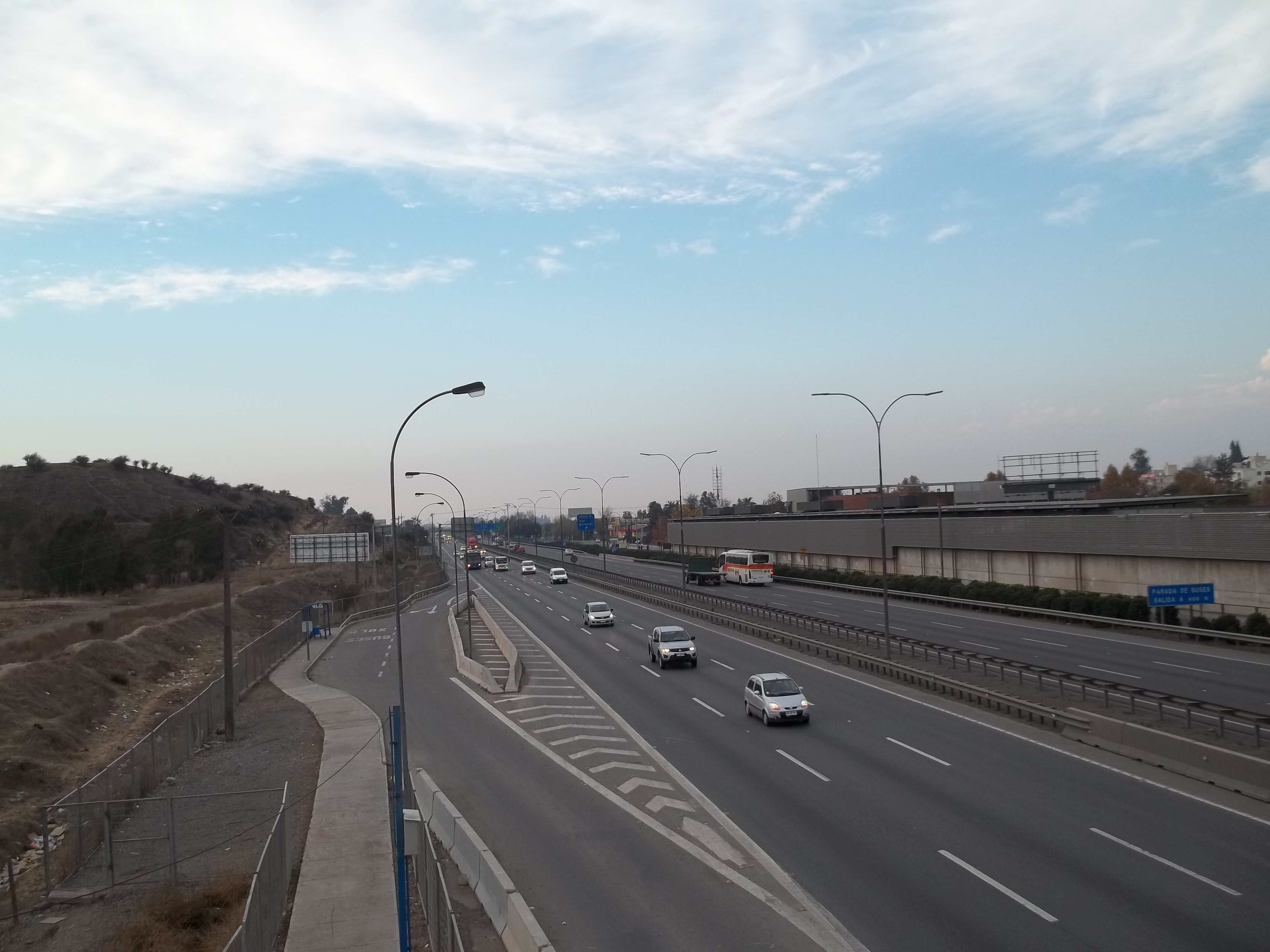
Vista de la Autopista del Maipo desde pasarela San Alfonso

La ciudad de San Bernardo cuenta con innumerables accesos, uno de los más importantes es la Ruta 5 Sur, que la recorre desde el norte por el eje Norte-Sur desde Santiago y el eje General Velásquez.
Otra de las avenidas importantes que conectan a San Bernardo con Santiago es la Gran Avenida José Miguel Carrera.
Algunas de las principales avenidas de San Bernardo son: Lo Blanco (en el límite con la comuna de El Bosque), San José (avenida que la conecta con la vecina comuna de La Pintana y la ciudad de Puente Alto), Lo Espejo (en el límite con la comuna del mismo nombre), Camino Lonquén (que conecta con la comuna de Calera de Tango) y Las Acacias (que conecta con la comuna de Maipú). Además de Avenida Colón que cruza el centro de la ciudad, Avenida Portales, Freire y Urmeneta.
La Avenida Padre Hurtado conecta San Bernardo con El Bosque y La Cisterna y termina en la ribera del Río Maipo en el límite con Buin.
Por la ciudad, cruzan tres importantes autopistas: Autopista Central, el Camino Internacional y el nuevo acceso sur de Santiago; además, la ciudad cuenta con cinco estaciones del Tren Nos-Estación Central: Freire, San Bernardo, Maestranza, Cinco Pinos y Nos.

### Metro

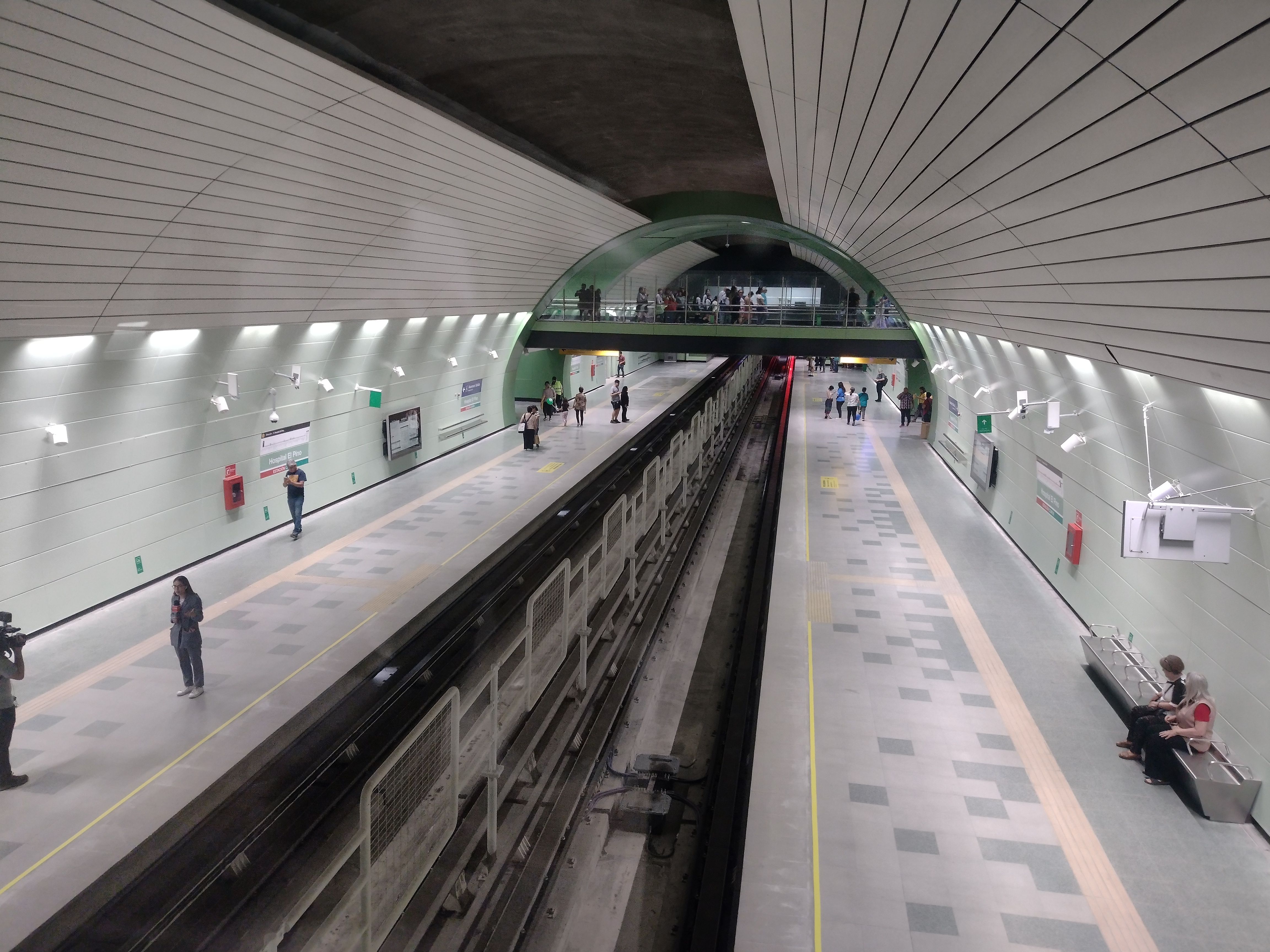
Andenes de la estación Hospital El Pino.

La comuna se encuentra conectada al servicio de Metro de Santiago, donde se encuentra la estación terminal Hospital El Pino de la Línea 2 en las cercanías del Hospital El Pino, en el límite con la comuna de El Bosque. El 30 de julio de 2019 se dio inicio a la construcción de dicha extensión, en un acto encabezado por el presidente Sebastián Piñera en la futura estación Observatorio.Esta extensión comenzó sus operaciones el 27 de noviembre de 2023.
- Hospital El Pino.

### Tren Nos-Estación Central
A partir de marzo de 2017 se da inicio al servicio Tren Nos-Estación Central. El cual posee una frecuencia en horario punta de 6 minutos, en horario valle de 12 minutos y en hora baja de 15 minutos. El recorrido completo demora alrededor de 24 minutos.
Por la comuna de San Bernardo existen 5 estaciones. En orden de norte a sur estas son:
- Lo Blanco (Límite con El Bosque)
- Freire
- San Bernardo
- Maestranza
- 5 Pinos
- Nos

La estación de San Bernardo es la única estación que sirve de combinación con Tren Rancagua-Estación Central y Tren Chillán-Estación Central, uniendo la comuna con las ciudades de Rancagua y Chillán respectivamente.
El pasaje del servicio Tren Nos-Estación Central está integrado a la tarifa de la Red Metropolitana de Movilidad, teniendo los mismos precios del Metro de Santiago en los diferentes tramos de horarios (valle, alto y bajo); además es posible realizar transbordo entre cualquiera de las modalidades de transportes disponibles, es decir, servicios de buses y de metro dentro de un rango establecido de tiempo, las cuales se paga exclusivamente con la tarjeta bip!.
Sin embargo, Tren Rancagua-Estación Central se paga con la Tarjeta Tren Central, no poseyendo integración con otros servicios de transporte. Mientras que Terrasur tiene la modalidad de boletos, los cuales se pueden obtener vía internet o presencial en la boleterias ubicadas en la estación San Bernardo.

### Servicios de Red Metropolitana de Movilidad
Al inicio del Transantiago la comuna formaba parte de la Zona G junto con las comunas El Bosque, La Pintana, San Ramón y La Cisterna.
Actualmente es abastecida por recorridos de las unidades de negocio 2, 3, 4 y las unidades de servicios US 3, US 17 de Red Metropolitana de Movilidad.
La comuna cuenta con los siguientes recorridos:
- 201: Mall Plaza Norte - San Bernardo
- 201e:  Santa Ana - San Bernardo
- 211: La Florida - Nos
- 211c:  La Cisterna - San Bernardo
- 217e: Maestranza -  Santa Ana
- 228:  La Cisterna -  Estación San Bernardo
- 262n:  Macul -  Estación Cinco Pinos
- 271: San Bernardo - Mapocho
- 301: Angelmó - Juan Antonio Ríos
- 301c: Angelmó -  La Cisterna
- F03:  Plaza Puente Alto - Plaza San Bernardo
- G01: La Vara - Santo Tomás
- G01c: La Vara - Santa Rosa P.21
- G02: Plaza San Bernardo - Puente Los Morros
- G07: San Francisco - Villa La Estrella
- G08: Población La Selva -  La Cisterna
- G08v: Nos -  La Cisterna
- G09: Santa Margarita - Lo Blanco
- G14:  Estación Lo Blanco - Población Valle Nevado
- G22:  Estación 5 Pinos -  La Cisterna
- G23:  Estación Lo Blanco - Santa Rosa P.43
- G24: Población Valle Nevado -  Hospital El Pino
- G27: Mall Plaza Sur -  Estación San Bernardo
- G28: Angelmó - Centro Cívico La Pintana
- G31: Angelmó - Lo Blanco
- G32: Santa Inés -  Estación San Bernardo
- G37:  Estación San Bernardo - El Romeral
- G38: Mall Plaza Sur -  Hospital El Pino
- G39: Santa Margarita - Villa Cordillera
- G43:  Estación Lo Blanco - San Alberto de Nos
- G46: General Urrutia - La Estancilla de Nos

## Medios de comunicación

### Periódicos
Actualmente, la comuna cuenta con un periódico:
- La Voz de San Bernardo (fundado en 2011. Mensual. Independiente)[31]

### Radioemisoras
En San Bernardo existen 2 radios FM comunitarias con concesión.
- Radio Franja (106.1 MHz)
- Radio Máxima (107.1 MHz)

### Televisión
- Canal ISB (44 UHF)

## Deportes

### Rugby
- Pucara RC, desde 2012 hasta 2016. Participó en el campeonato Arusa durante: 2012-2013, 2014-2015 y 2016.
- San Bernardo RC, desde 2016. Participó en el campeonato Rugby Unión Metropolitana durante: 2016 y 2017, campeón copa de oro.

### Fútbol
La comuna de San Bernardo ha tenido varios clubes participando en los Campeonatos Nacionales de Fútbol en Chile.
- Maestranza Central (Segunda División 1952-1953 y 1955)
- San Bernardo Central (Segunda División 1956-1966)
- Metalúrgica Faro (posterior Faro Carbomet. Actual Faro de Nos) (Cuarta División 1983)[33]
- Deportes San Bernardo (Cuarta División 1995 y 2000, y Tercera División 1996-1999 y 2005)
- San Bernardo Deportes (Cuarta División 2001-2003 y Tercera División 2004)
- San Bernardo Unido (Tercera División B 2012-2019 y 2023-presente)
- Club Deportivo Magallanes La "Academia" estableció su sede en San Bernardo en 1977 y permaneció hasta 1987, año en el cual dejó la ciudad. "El viejo y querido Magallanes" reestablece su sede en San Bernardo en el año 2015, logrando nuevamente la gloria que tuvo en la década de 1930. Consigue de forma consecutiva el Título de Campeón del Torneo de Primera B y la Copa Chile en 2022; en tanto en 2023 logra la Supercopa.

#### Fútbol amateur
Desde 2023, existen dos asociaciones de Fútbol en San Bernardo:
- Asociación de Fútbol Rural de Nos (10 clubes+2 clubes de El Bosque)
- Asociación Deportiva de Fútbol Nueva San Bernardo (4 clubes+un club de La Pintana+un club de San Ramón)

### Baloncesto
- Asociación Deportiva de Básquetbol de San Bernardo

### Rayuela
- Asociación Deportiva de Rayuela de San Bernardo

### Rodeo
La comuna de San Bernardo cuenta con una medialuna para la práctica del rodeo:
- Medialuna La Espuela.

### Voleibol
El desarrollo del Voleibol en San Bernardo, tuvo su inicio a contar del Campeonato Nacional Juvenil del año 1970, desarrollado en el Gimnasio Ferroviario de la ciudad. Sin duda el gran impulsor del Voleibol en la ciudad fue la Asociación Cristiana de Jóvenes (o YMCA, por sus siglas en inglés), más conocida como la GUAY, quién a través del Profesor Osvaldo Herrera Ortega, organiza Campeonatos Escolares en toda la comuna. El despegue definitivo se logra al formar la Rama de Voleibol de la GUAY, donde se formaron generaciones de jugadores que luego destacaron en Competencias Nacionales y Universitarias, llegando varios de ellos a integrar Selecciones Nacionales Juveniles y Adultas. La GUAY de San Bernardo fue un competitivo participante de la Asociación Santiago de Voleibol durante las décadas de los '70, '80 y '90.
- Doñihue participa desde 2007 (con intermitencias) en el torneo de la Liga Serie A-1 de la FEVOCHI. Ateneo también participó (con intermitencias) en el mismo torneo hasta 2004.
- Asociación Deportiva de Voleibol de San Bernardo
- Avsb liga de voleibol donde participan equipos como avoh,ateneo,mortem,fenix etc

### Gimnasio
El Gimnasio Municipal «Pedro Fernández Vilaspaz» de San Bernardo, anteriormente llamado Gimnasio Municipal de San Bernardo, es un recinto deportivo ubicado en la comuna homónima, al sur de la Región Metropolitana de Santiago. Es propiedad de la Ilustre Municipalidad de San Bernardo y su aforo es de mil espectadores y se encuentra ubicado dentro del Parque García de la Huerta.

### Estadio

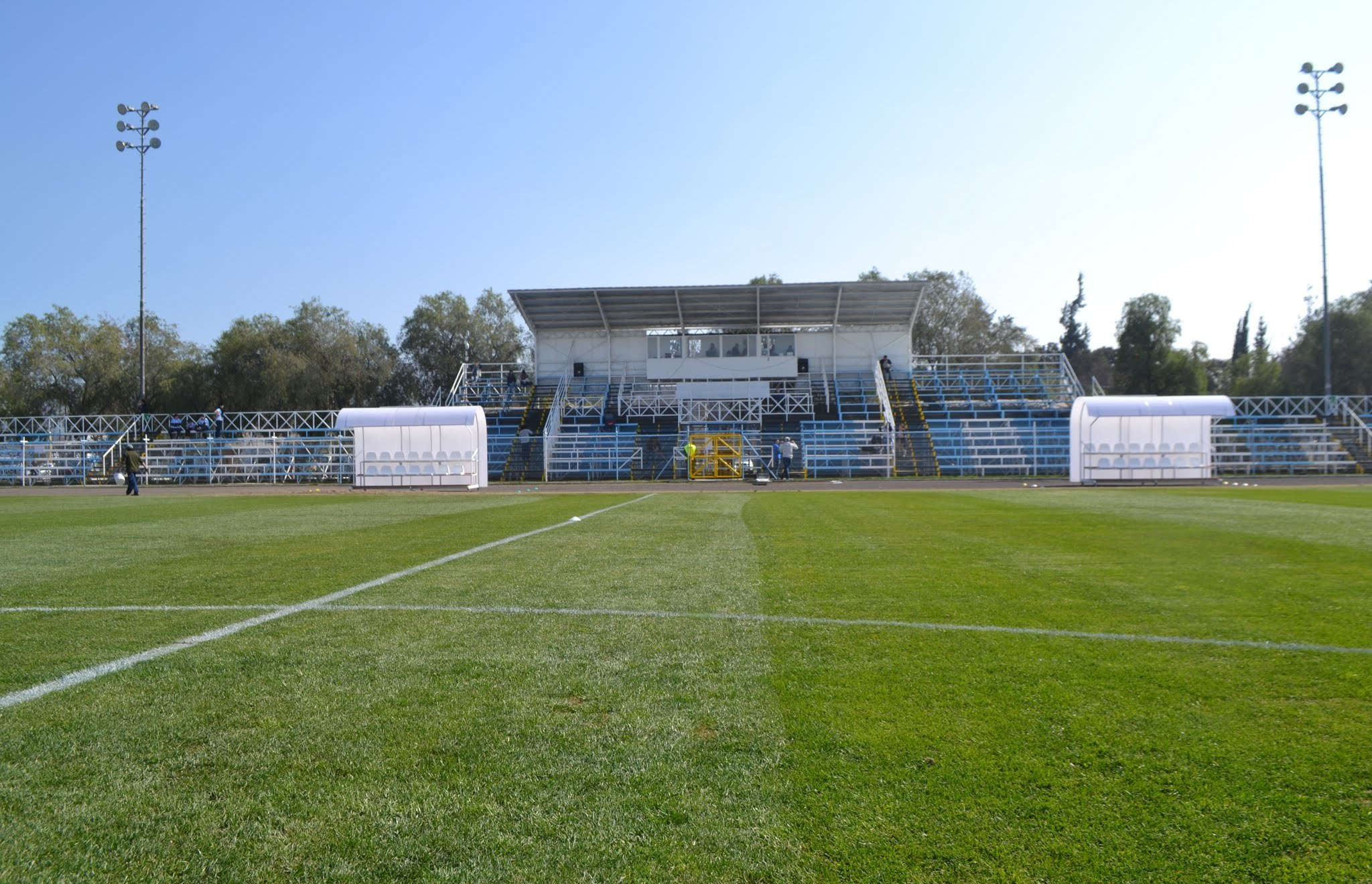
Estadio Municipal de San Bernardo

El Complejo Deportivo Municipal «Alcalde Luis Navarro Avilés», anteriormente llamado Estadio Municipal de San Bernardo es un recinto deportivo ubicado en la comuna homónima, al sur de la Región Metropolitana de Santiago. Es propiedad de la Ilustre Municipalidad de San Bernardo y su aforo es de 3500 espectadores.
El complejo cuenta con canchas de fútbol —una con galerías—, un gimnasio para boxeo, dos piscinas, dos canchas de baloncesto, un vivero, un anfiteatro y pistas de bicicrós. De característica polifuncional, es ocupado para la práctica de fútbol, conciertos, actividades deportivas y formativas de organización privada y municipal, actividades a beneficencias, entre otras.
El estadio acoge diversas competencias, entre ellas las series inferiores del fútbol chileno, a saber: serie sub-18 y sub-17.
El Polideportivo Alberto Larraguibel Morales fue inaugurado el miércoles 13 de mayo de 2015.
La construcción tiene una medida de 2768 m² cuenta en sus dependencias con una cancha con multitrazados para fútsal, básquetbol, vóleibol, balonmano, una sala de uso múltiple, una sala de musculación, además de bodegas, baños y camarines.
El recinto contó con una inversión de $1.580.718 del Ministerio del Deporte. Está ubicado en Av. Colón Sur #673.